# Riga
Pour les articles homonymes, voir Riga (homonymie).
Riga (/ʁi.ga/, en letton : Rīga /riː.ga/) est la capitale de la Lettonie. Construite sur la mer Baltique au fond du golfe de Riga, dans lequel se jette la Daugava, c'est un centre industriel, commercial, culturel et financier majeur de la région de Vidzeme.

## Toponymie
Le nom de la ville serait dérivé de Riege, le nom allemand de la rivière Ridzene, un ancien affluent de la Daugava, aujourd'hui disparu, isolant une île sur laquelle fut bâtie la ville. Une autre hypothèse est celle d'une parenté avec le vieux mot lituanien ringi signifiant « sinuosité ».

## Géographie

### Climat

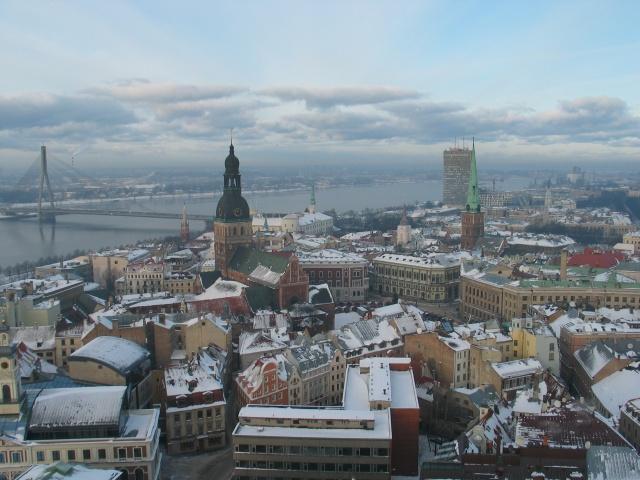
La vieille ville de Riga sous la neige.
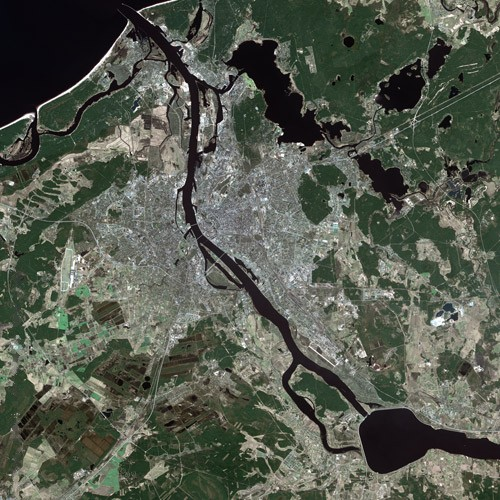
Riga vu par le satellite Spot.

Riga possède un climat tempéré de type continental. Les hivers sont froids et les étés assez chauds. Les pluies sont modérées, l'été étant la saison la plus arrosée. La neige recouvre le sol en moyenne 91 jours par an.
- Température record la plus basse: −34,9 °C (Février 1956)
- Température record la plus élevée: 34,1 °C (Juillet 2002)
- Nombre moyen de jours avec de la neige dans l'année: 80
- Nombre moyen de jours de pluie dans l'année: 158
- Nombre moyen de jours avec de l'orage dans l'année: 21
- Nombre moyen de jours avec tempête de neige dans l'année: 14

| Mois                                        | jan.       | fév.       | mars       | avril      | mai       | juin      | jui.      | août      | sep.      | oct.      | nov.       | déc.       | année      |
| ------------------------------------------- | ---------- | ---------- | ---------- | ---------- | --------- | --------- | --------- | --------- | --------- | --------- | ---------- | ---------- | ---------- |
| Température minimale moyenne (°C)           | −5         | −5,7       | −2,6       | 2          | 7,1       | 10,9      | 13,7      | 13        | 8,7       | 4,6       | 0,1        | −3,6       | 3,6        |
| Température moyenne (°C)                    | −2,7       | −3         | 0,5        | 6,3        | 12        | 15,4      | 18,2      | 17,3      | 12,4      | 7,3       | 2,1        | −1,5       | 7          |
| Température maximale moyenne (°C)           | −0,5       | −0,4       | 4          | 11,1       | 17,3      | 20,3      | 22,9      | 22        | 16,5      | 10,5      | 4,1        | 0,6        | 10,7       |
| Record de froid (°C) date du record         | −33,7 1970 | −34,9 1956 | −30,3 1942 | −13,1 1942 | −5,5 1941 | −2,3 1941 | 4 1968    | 0 1966    | −4,1 1996 | −9,5 1912 | −20,5 1890 | −31,9 1978 | −34,9 1956 |
| Record de chaleur (°C) date du record       | 10,2 2007  | 13,6 1990  | 20,5 1968  | 27,9 2000  | 30,5 1886 | 34 1988   | 34,5 1885 | 33,9 1936 | 29,4 1992 | 23,4 1966 | 17,2 1968  | 11,8 2015  | 34,5 1885  |
| Ensoleillement (h)                          | 31         | 63         | 126        | 182        | 264       | 287       | 264       | 230       | 154       | 93        | 39         | 24         | 1 757      |
| Précipitations (mm)                         | 39         | 32         | 35         | 34         | 48        | 70        | 82        | 76        | 71        | 74        | 58         | 50         | 669        |
| Record de pluie en 24 h (mm) date du record | 17 1990    | 19 2006    | 30 1981    | 34 1959    | 24 1996   | 65 1972   | 58 1945   | 54 1978   | 70 1993   | 40 1995   | 27 2004    | 19 1973    | 70 1993    |
| Nombre de jours avec précipitations         | 11         | 8          | 11         | 12         | 13        | 14        | 14        | 14        | 16        | 17        | 17         | 12         | 159        |
| Humidité relative (%)                       | 86         | 83         | 79         | 72         | 69        | 73        | 74        | 76        | 80        | 84        | 87         | 88         | 79         |
| Nombre de jours avec neige                  | 16         | 15         | 11         | 4          | 0,2       | 0         | 0         | 0         | 0,2       | 2         | 8          | 16         | 72         |
| Nombre de jours d'orage                     | 0,1        | 0,04       | 0,03       | 0,3        | 2         | 4         | 4         | 3         | 2         | 0,3       | 0,1        | 0,1        | 16         |
| Nombre de jours avec brouillard             | 2          | 3          | 3          | 3          | 3         | 3         | 4         | 4         | 4         | 3         | 4          | 4          | 40         |

| Diagramme climatique                                  |            |         |         |           |            |            |        |           |           |          |           |
| J                                                     | F          | M       | A       | M         | J          | J          | A      | S         | O         | N        | D         |
| −0,5−539                                              | −0,4−5,732 | 4−2,635 | 11,1234 | 17,37,148 | 20,310,970 | 22,913,782 | 221376 | 16,58,771 | 10,54,674 | 4,10,158 | 0,6−3,650 |
| Moyennes : • Temp. maxi et mini °C • Précipitation mm |            |         |         |           |            |            |        |           |           |          |           |

### Divisions administratives
La ville de Riga se compose de six subdivisions administratives.
La ville de Riga est aussi composé de 47 voisinages ou microraïons (letton : Mikrorajoni).

## Population
Riga est la plus grande ville des États baltes mais sa population (les Riganais ou Rigois) continue de décroître rapidement. Le déclin démographique est particulièrement évident depuis 1991 avec le départ de nombreux russophones en raison du positionnement politique letton jusqu'en 1998 (nouvelles lois sur la naturalisation,), et l'incapacité du pays à augmenter son taux de fécondité. Cependant, la ville connaît un fort taux d'immigration interne au pays qui n'est pas répercuté dans les chiffres à cause du système d'enregistrement qui est une démarche personnelle que beaucoup ne font pas.

### Évolution démographique
L'évolution de la population à Riga est la suivante :
| Année | Population |
| ----- | ---------- |
| 1767  | 19 500     |
| 1800  | 29 500     |
| 1840  | 60 000     |
| 1867  | 102 600    |
| 1881  | 169 300    |
| 1897  | 282 200    |
| 1913  | 517 500    |
| 1920  | 185 100    |
| 1930  | 377 900    |
| 1940  | 353 800    |

| Année | Population |
| ----- | ---------- |
| 1941  | 335 200    |
| 1945  | 228 200    |
| 1950  | 482 300    |
| 1955  | 566 900    |
| 1959  | 580 400    |
| 1965  | 665 200    |
| 1970  | 731 800    |
| 1975  | 795 600    |
| 1979  | 835 500    |
| 1987  | 900 300    |

| Année | Population |
| ----- | ---------- |
| 1990  | 909 135    |
| 1991  | 900 455    |
| 1992  | 889 741    |
| 1993  | 863 657    |
| 1994  | 843 552    |
| 1995  | 824 988    |
| 1996  | 810 172    |
| 1997  | 797 947    |
| 1998  | 786 612    |
| 1999  | 776 008    |

| Année | Population |
| ----- | ---------- |
| 2000  | 764 329    |
| 2001  | 756 627    |
| 2002  | 747 157    |
| 2003  | 739 232    |
| 2004  | 735 241    |
| 2005  | 731 762    |
| 2006  | 727 578    |
| 2007  | 722 485    |
| 2008  | 717 371    |
| 2009  | 715 978    |

| Année | Population |
| ----- | ---------- |
| 2010  | 706 413    |
| 2011  | 658 640    |
| 2012  | 649 853    |
| 2013  | 643 615    |
| 2014  | 643 368    |
| 2015  | 641 007    |
| 2016  | 639 630    |
| 2017  | 641 423    |
| 2018  | 637 971    |
| 2019  | 632 614    |

| Année | Population |
| ----- | ---------- |
| 2020  | 627 487    |
| 2021  | 614 618    |
| 2022  | 605 802    |
| 2023  | 609 489    |

### Composition ethnique
La composition ethnique de Riga a évolué comme suit:
| Groupe ethnique | hab. (1989) | %      | hab. (2000) | %      | hab. (2011) | %      | hab. (2015) | %      |
| --------------- | ----------- | ------ | ----------- | ------ | ----------- | ------ | ----------- | ------ |
| Lettons         | 331 934     | 36,46  | 313 368     | 41,00  | 305 117     | 46,33  | 294 335     | 45,92  |
| Russes          | 430 555     | 47,29  | 335 431     | 43,89  | 264 808     | 40,21  | 243 546     | 37,99  |
| Biélorusses     | 43 631      | 4,79   | 35 791      | 4,68   | 25 535      | 3,88   | 25 230      | 3,94   |
| Ukrainiens      | 43 641      | 4,79   | 31 899      | 4,17   | 22 737      | 3,45   | 22 239      | 3,47   |
| Polonais        | 16 653      | 1,83   | 15 980      | 2,09   | 12 208      | 1,85   | 11 842      | 1,85   |
| Lituaniens      | 7 012       | 0,77   | 6 530       | 0,85   | 5 450       | 0,83   | 5 357       | 0,84   |
| Juifs           | 18 812      | 2,07   | 8 254       | 1,08   | 4 810       | 0,73   |             |        |
| Lives           |             |        |             |        | 87          | 0,01   |             |        |
| autres          | 18 217      | 2,00   | 17 076      | 2,23   | 17 888      | 2,72   | 38 458      | 6,00   |
| Total           | 910 455     | 100,00 | 764 329     | 100,00 | 658 640     | 100,00 | 641 007     | 100,00 |
| Sources,:       |             |        |             |        |             |        |             |        |

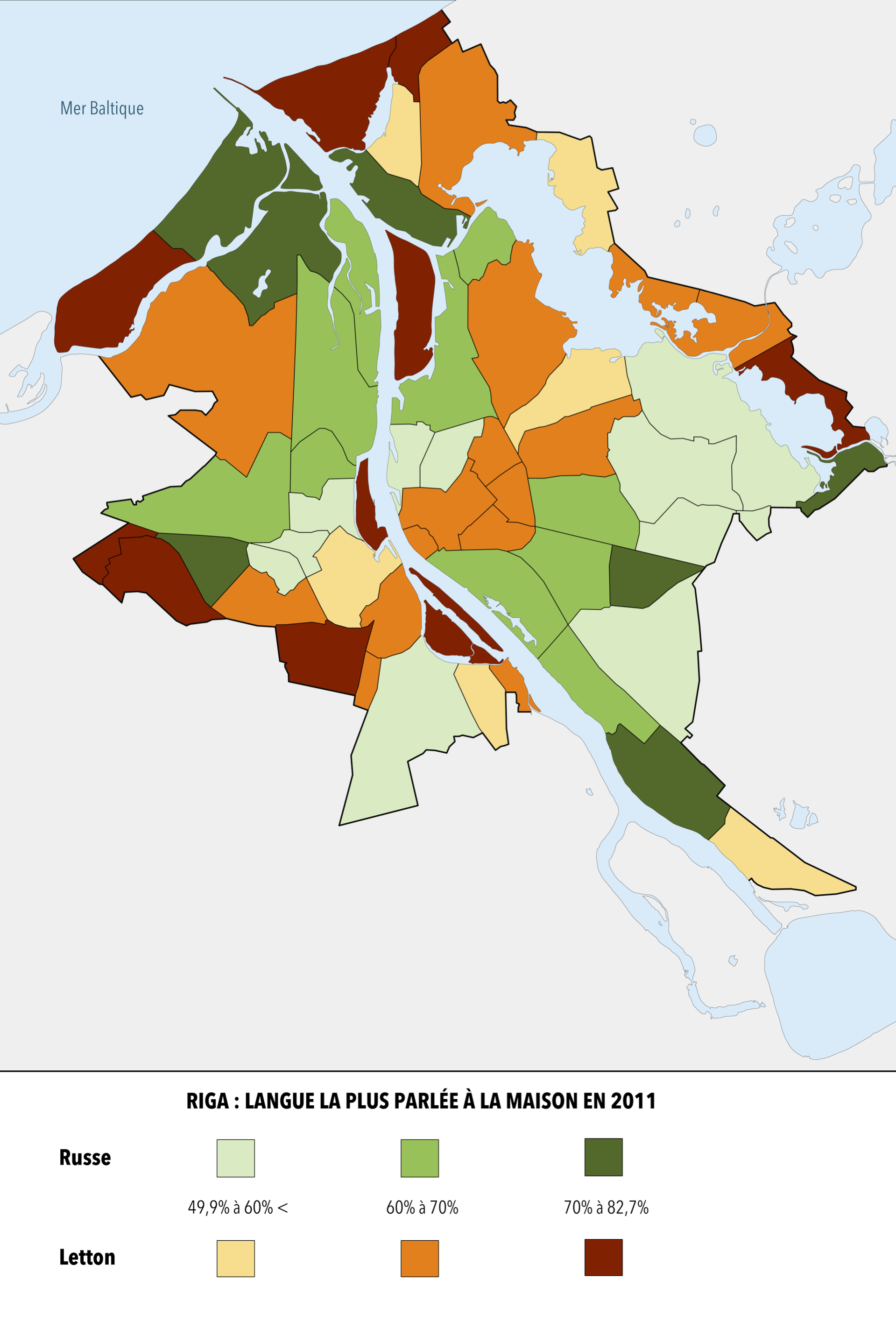
Riga : langue la plus parlée à la maison en 2011 par quartier.

À titre de comparaison, en 2015 sur l'ensemble du pays, 59,6 % sont des Lettons natifs, 26,9 % sont Russes, 3,4 % Biélorusses, 2,4 % Ukrainiens, 2,2 % Polonais, 1,3 % Lituaniens et les 4,2 % restants sont composés d'autres nationalités.
La plupart des Lettons sont des protestants luthériens, tandis que la majorité des Russes sont orthodoxes. Il y a 18 églises luthériennes à Riga, 15 églises orthodoxes, 10 églises catholiques, une synagogue et une maison de prière de Vieux-Croyants.

### Historique

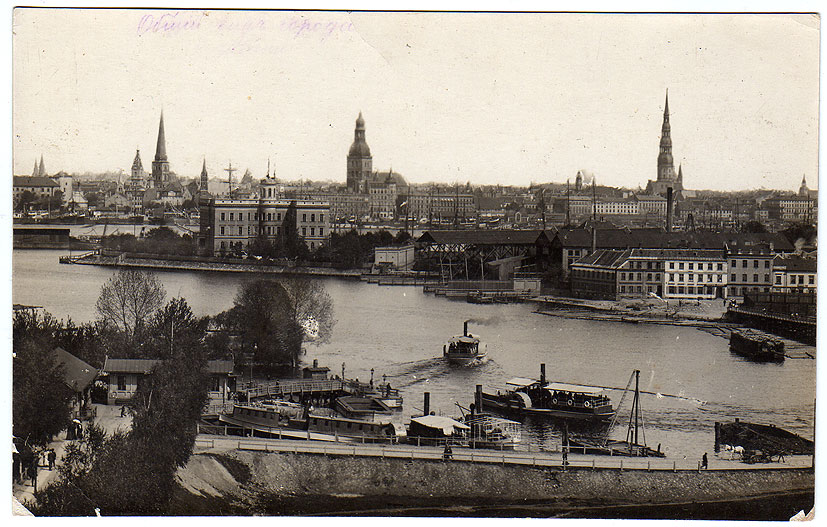
Riga, début XXe siècle.

La particularité de Riga est l'origine diverse de sa population. Elle n'a été mono-ethnique que de sa fondation au XIIIe siècle jusqu'au XVIIe siècle, où elle était exclusivement peuplée de germano-baltes qui ont laissé leur empreinte dans tous les monuments historiques de la ville, tandis que l'administration municipale et ecclésiastique demeura germanophone jusqu'à la veille de la Première Guerre mondiale. Les Lettons étaient quant à eux ruraux. Riga était, même sous les dominations polonaise, suédoise et russe, un îlot germanophone peuplée de germano-baltes, avec une forte minorité juive s'exprimant en yiddish ou en allemand. Au XVIIe siècle, les Russes lèveront les barrières de peuplement imposées par la municipalité et commenceront à s'y installer, ainsi que les Lettons. Au XIXe siècle, la population de ce qui était la troisième ville de l'Empire russe est de plus en plus bigarrée (Germano-baltes, Lettons, Russes, Polonais, Biélorusses, Juifs). Après le départ en masse des germanophones, les germano-baltes, au XXe siècle, l'extermination des Juifs pendant l'occupation allemande, et finalement l'arrivée de populations soviétiques variées, après la Seconde Guerre mondiale, le caractère multi-ethnique de la ville perdura (vers 1950, 60 % étaient de langue lettonne et 40 % russophones).
Cependant l'indépendance de 1991 imposera des restrictions de naturalisations sur des critères ethnolinguistiques, la refusant aux russophones, posant aujourd'hui un problème ethnique spécial pour un pays de l'Union européenne.

## Histoire
| Carte de lieux et monuments de Riga |
| Lieux et monuments de Riga          |

| Appartenances historiques Terra Mariana 1201—1561 Ville libre d'Empire 1561—1582 République des Deux Nations 1582—1629 Empire suédois 1629—1721 Empire russe 1721—1917 Empire allemand 1917—1918 Lettonie 1918—1940 Union soviétique 1940—1941 Reich allemand 1941—1945 Union soviétique 1944—1990 Lettonie 1990—présent |

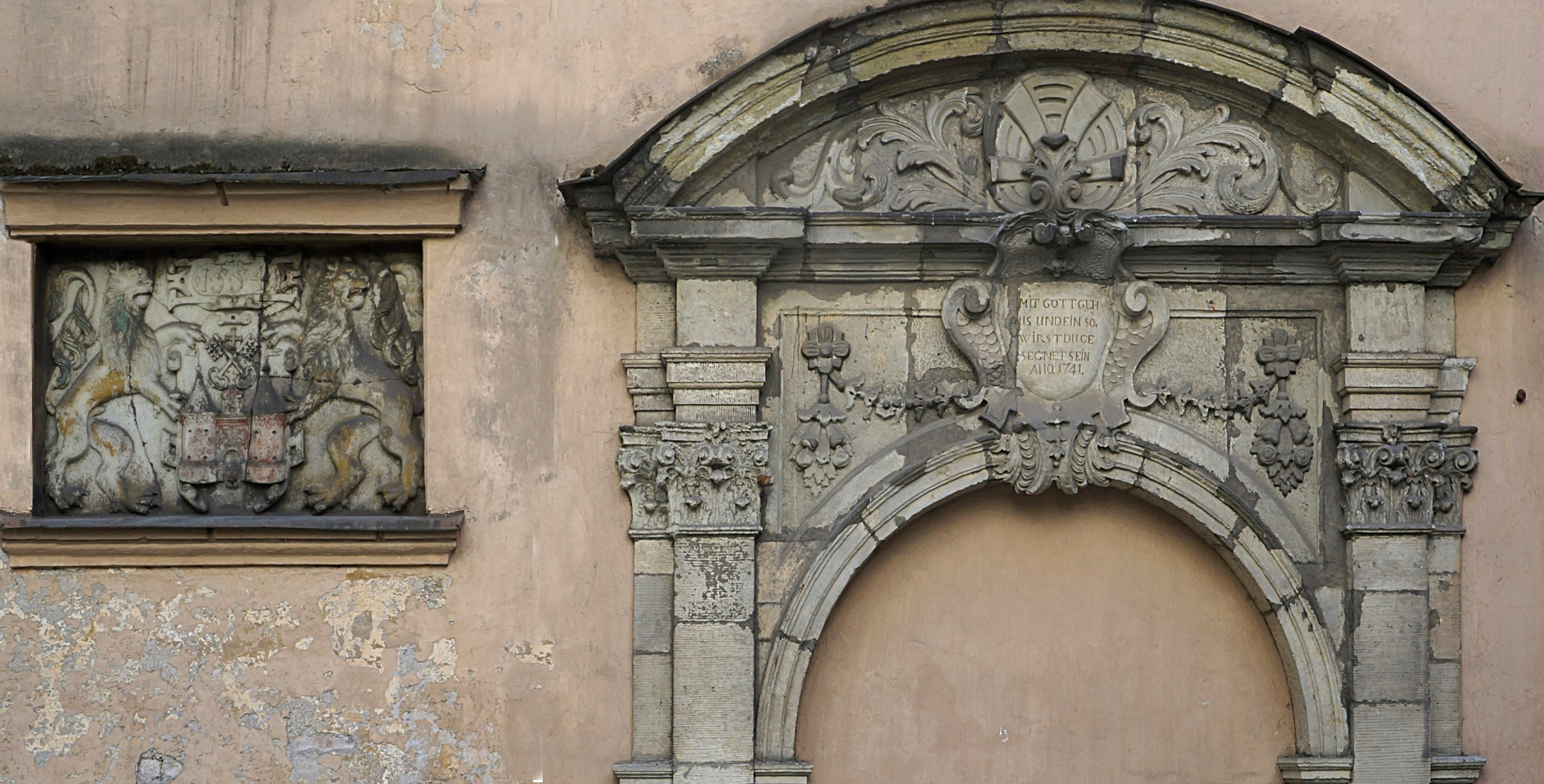
Les Trois Frères.

Depuis le XIe siècle des villages de Lives et de Lettes, peuplés par des artisans, des pêcheurs et des marchands sont établis sur les bords de la rivière Ridzene. La ville doit son nom à cette rivière qui se jette dans la Daugava. Le port — situé à l'embouchure de la Daugava — attirait aussi bien des marchands allemands, toujours à la recherche de nouvelles voies commerciales, que des croisés occidentaux qui cherchaient à convertir les peuples baltes au christianisme.
La ville est mentionnée pour la première fois, dans un écrit, en 1198, mais elle a été fondée officiellement en 1201, par Albert de Buxhoeveden, évêque de Livonie et fondateur de l'ordre des chevaliers Porte-Glaives, sur une île fluviale formée par un bras de la Daugava. Dès lors des colons allemands viendront en masse, les germano-baltes qui feront eux aussi la spécificité de la ville, avec leurs églises, leurs commerces, etc. jusqu'à la Première Guerre mondiale. Au XIIIe siècle on construit à l'intérieur des murs de la ville le château du maître de l'ordre de Livonie, une cathédrale et des églises, un hôtel de ville, les Maisons des guildes des artisans et marchands. Entrée dans la ligue hanséatique en 1282, Riga sera au fil des siècles victime de l'instabilité politique des pays baltes : elle est conquise successivement par les Polonais en 1561, les Suédois en 1621, les Russes en 1710, après un échec en 1656) qui en font la capitale du gouvernement de Livonie. Elle est assiégée en vain, en 1812, par les troupes françaises et prussiennes de Napoléon Ier. L'histoire de Riga se confond à partir de 1919 avec celle de la Lettonie.

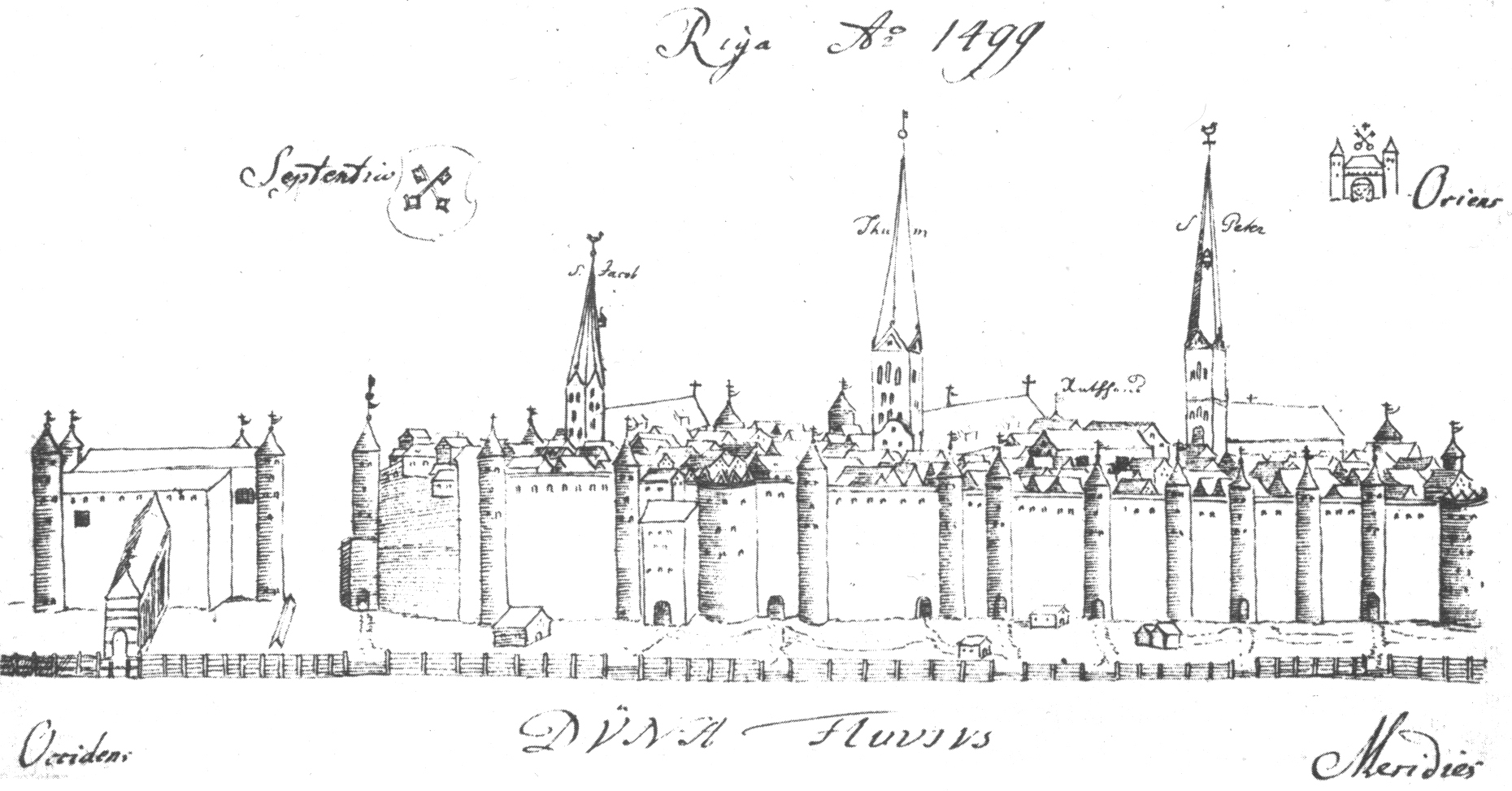
Vue de la ville en 1499 par Johann Christoph Brotze (1742–1823).

Les anciens remparts de la ville sont détruits au milieu du XIXe siècle et la construction de la nouvelle ville démarre. Une ceinture de boulevards est aménagée autour du Vieux Riga (Vecriga), avec des parcs, des espaces verts et des immeubles Art nouveau, construits en particulier par Mikhaïl Eisenstein, Eizens Laube et Konstantins Peksens. Ces changements ont également touché les anciens faubourgs.

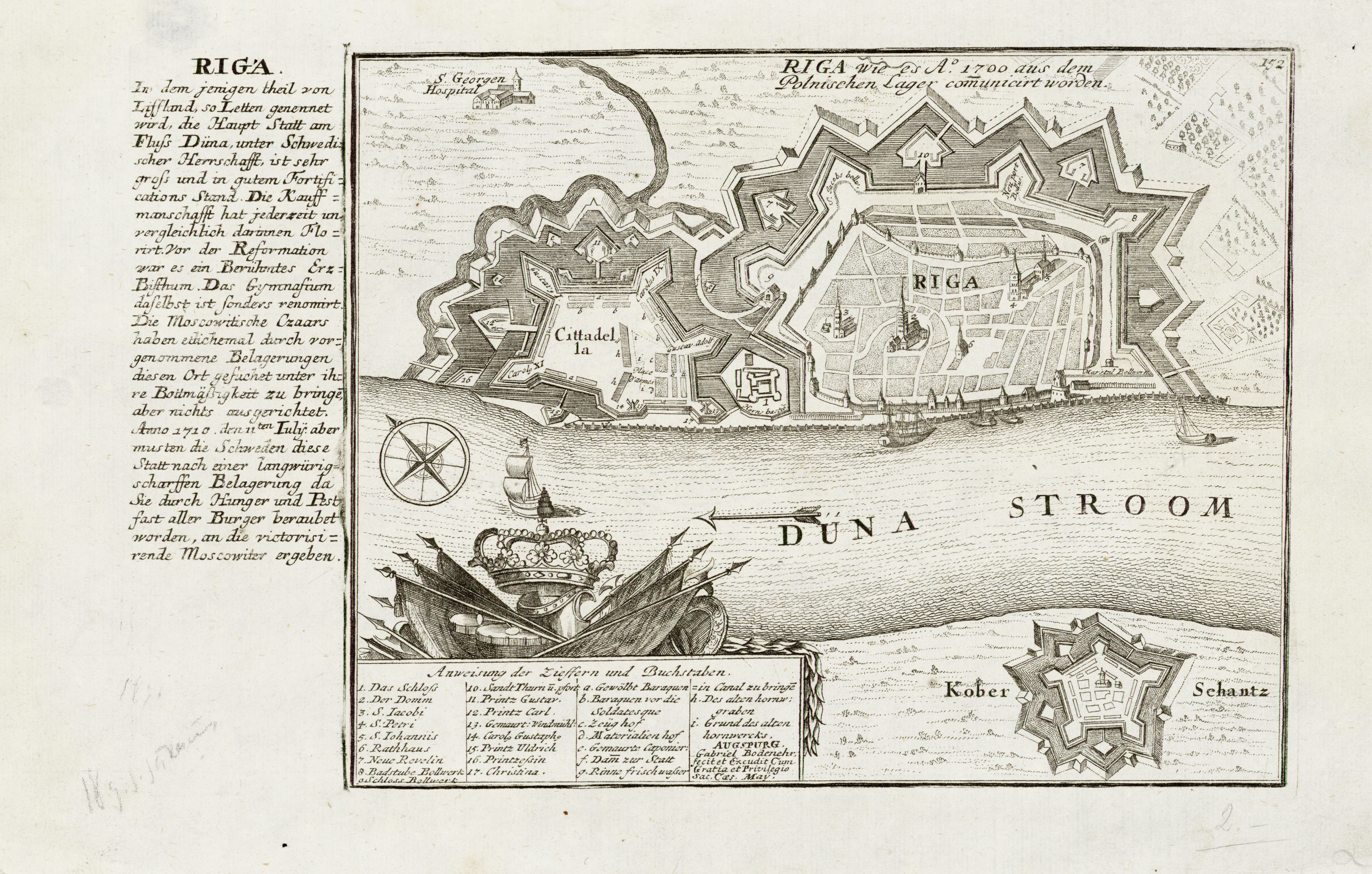
Vue de la ville lors du siège de 1700 par les polonais, citadell, château et ville.

Au cours de la Première Guerre mondiale, la ville est prise par les Allemands le 5 septembre 1917. Lorsque la république de Lettonie déclare son indépendance, le 18 novembre 1918, Riga devient la capitale du pays. L'expansion de la ville s'accélère et les rues prennent de nouveaux noms lettons. Pendant l'occupation soviétique, et le rattachement du pays à l'URSS (1945-1991), Riga est la capitale de la république socialiste soviétique de Lettonie. La république de Lettonie retrouve son indépendance le 21 août 1991 et Riga redevient la capitale du nouvel État indépendant.
Grâce à la plus forte concentration de bâtiments de style Art nouveau en Europe, le centre historique de Riga a été inclus, en 1997, sur la liste du patrimoine mondial de l'Unesco, ce qui permet la préservation présente et future de la vieille ville.

## Économie

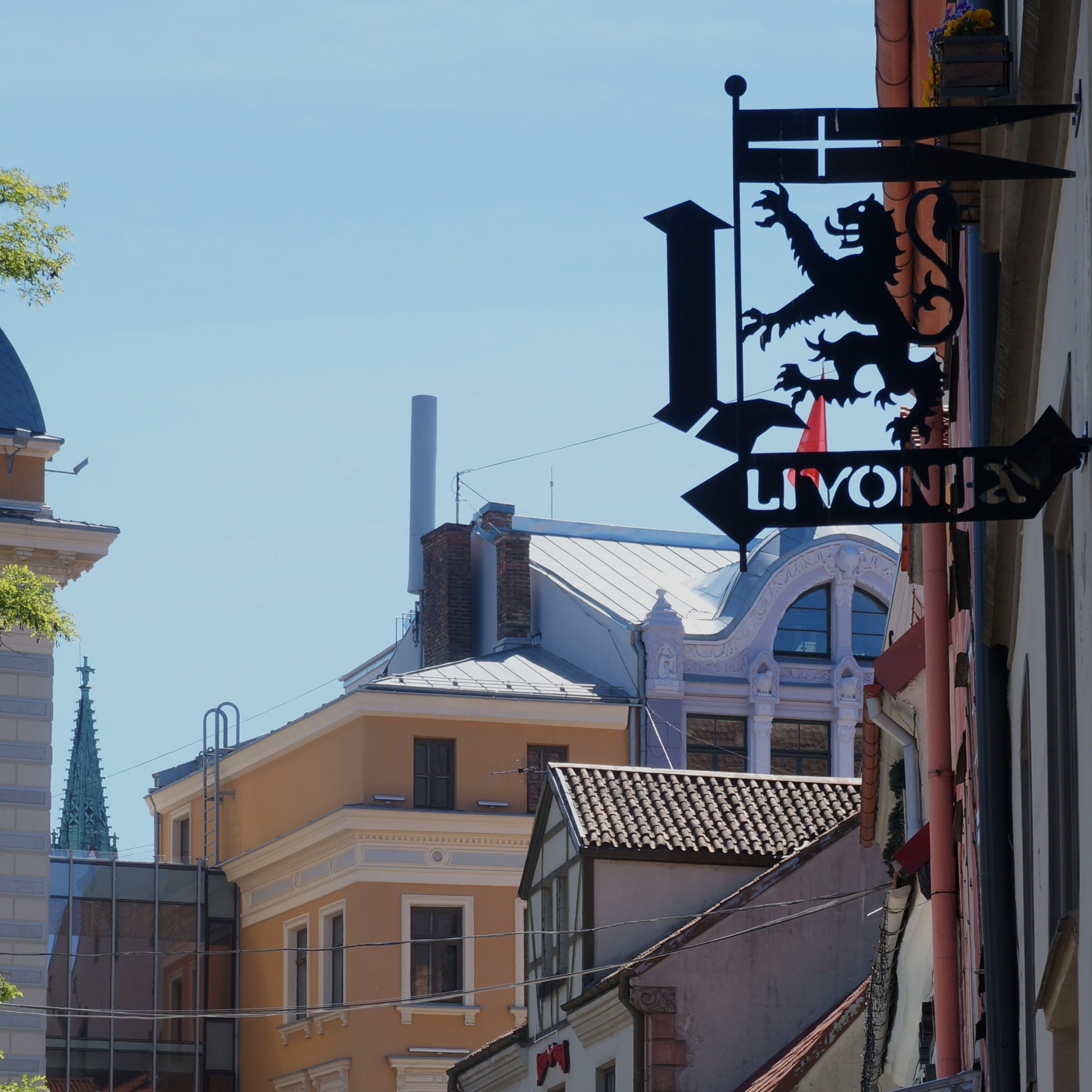
Enseigne dans Meistaru iela.

### Secteurs d'activité
L'activité économique et les loisirs se sont significativement développés ces dernières années, en raison d'une amélioration des infrastructures. Riga, en tant que ville portuaire, est devenue un point clé où transitent de plus en plus de biens et de personnes, avec des liaisons maritimes régulières avec Stockholm, Kiel et Lübeck. Le trafic aérien a doublé entre 1993 et 2004, grâce à la modernisation de l'aéroport international de Riga, qui est le plus grand aéroport des États baltes.
La plupart des institutions financières lettones sont localisées à Riga, à l'instar de la Banque de Lettonie. Les échanges commerciaux à travers Riga sont en augmentation ces dernières années, surtout depuis l'entrée de la Lettonie dans l'Union européenne, le 1er mai 2004. Riga génère à elle seule la moitié de la production industrielle de la Lettonie et met l'accent sur les services publics, le secteur financier, l'agro-alimentaire, le textile, l'édition.
Les plus grandes exportations sont les produits du bois, les technologies de l'information, la fabrication d'aliments et de boissons, les produits pharmaceutiques, les transports et les produits métallurgiques.
Presque toutes les entreprises lettones les plus actives économiquement sont basées à Riga, notamment le distributeur de produits informatiques ELKO Grupa (lv), la chaîne de vente au détail Rimi Baltic, le fournisseur d'électricité public Latvenergo, le fournisseur de gaz naturel Latvijas Gāze (lv), la compagnie ferroviaire Latvijas dzelzceļš, Latvijas Pasts et Latvia Statoil (lv), une filiale de la compagnie pétrolière norvégienne, ainsi que Mazeiku Nafta tirdzniecibas nams (lv), l'opérateur mobile Latvijas Mobilais Telefons (lv) (LMT) et la compagnie aérienne Air Baltic.
Nasdaq Riga (lv) (NASDAQ OMX Riga) est la seule bourse de valeurs du pays.
Le tourisme est une activité économique importante pour la ville, puisque 90 % des touristes du pays choisissent Riga comme destination de voyage.
La Centrale thermique n° 2 de Riga fournit soixante dix pour cent de l'électricité utilisée par la ville.

### Distribution

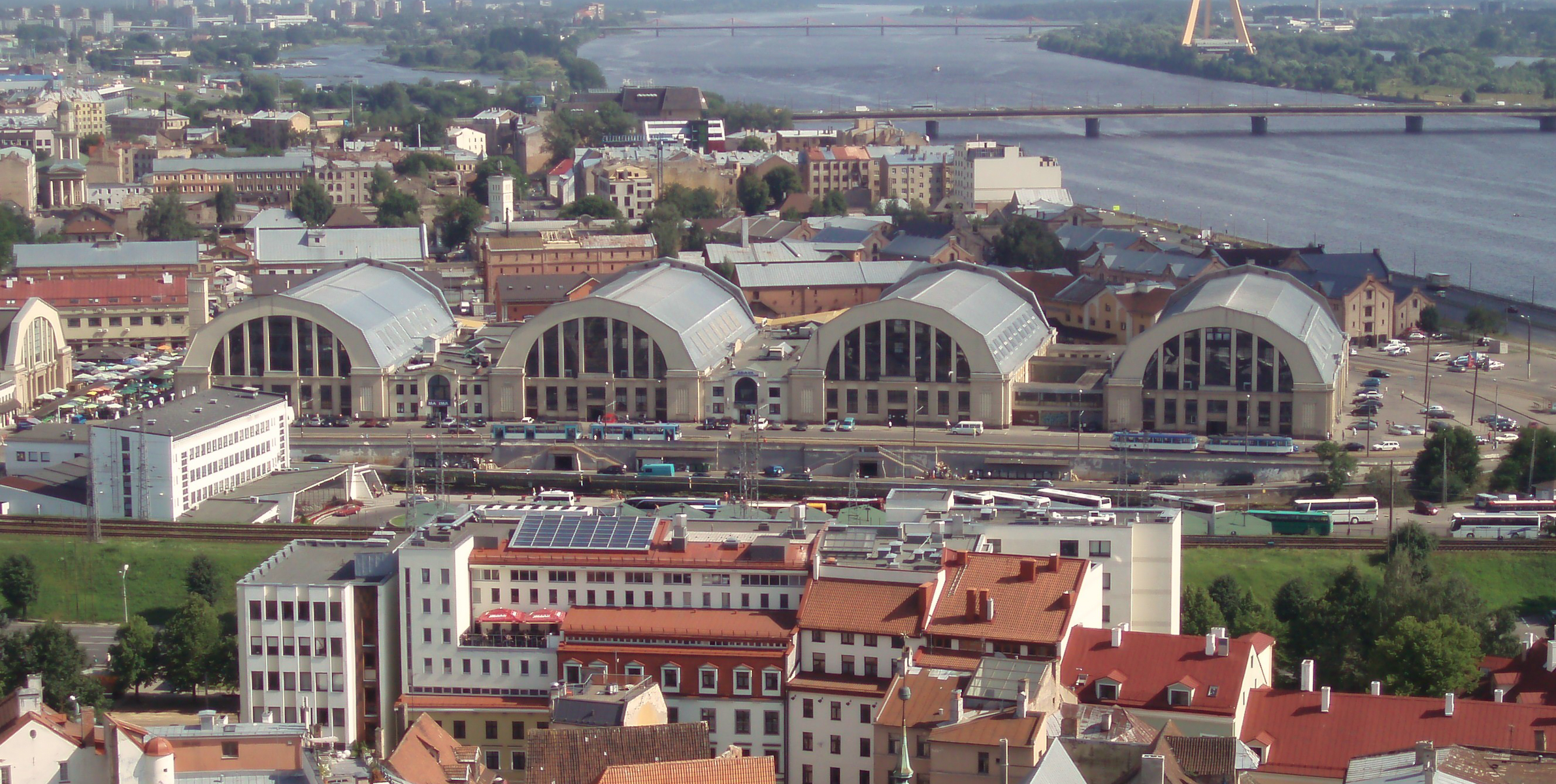
Le marché central de Riga.

Riga est le siège d'un des plus grands marchés d'Europe, le Marché central de Riga, situé dans d'anciens hangars à zeppelins.
Les deux autres grands marchés de Riga sont :
- Marché d'Āgenskalns (64 Nometnu iela, Pardaugava, outre-Daugava), en pavillon à partir de 1911,
- Marché de Vidzeme (angle Brivibas iela et Matisa iela), à partir de 1897, avec pavillon de 1902.

Un intéressant marché de produits naturels et d'artisanat se tient à Kalnciema (outre-Daugava).
Riga abrite de nombreux centres commerciaux dont Rīga Plaza, AKROPOLE Alfa, Dole, Mols, Olimpia, Origo, Domina Shopping, Galerija Centrs ou Galleria Riga.

## Lieux et monuments

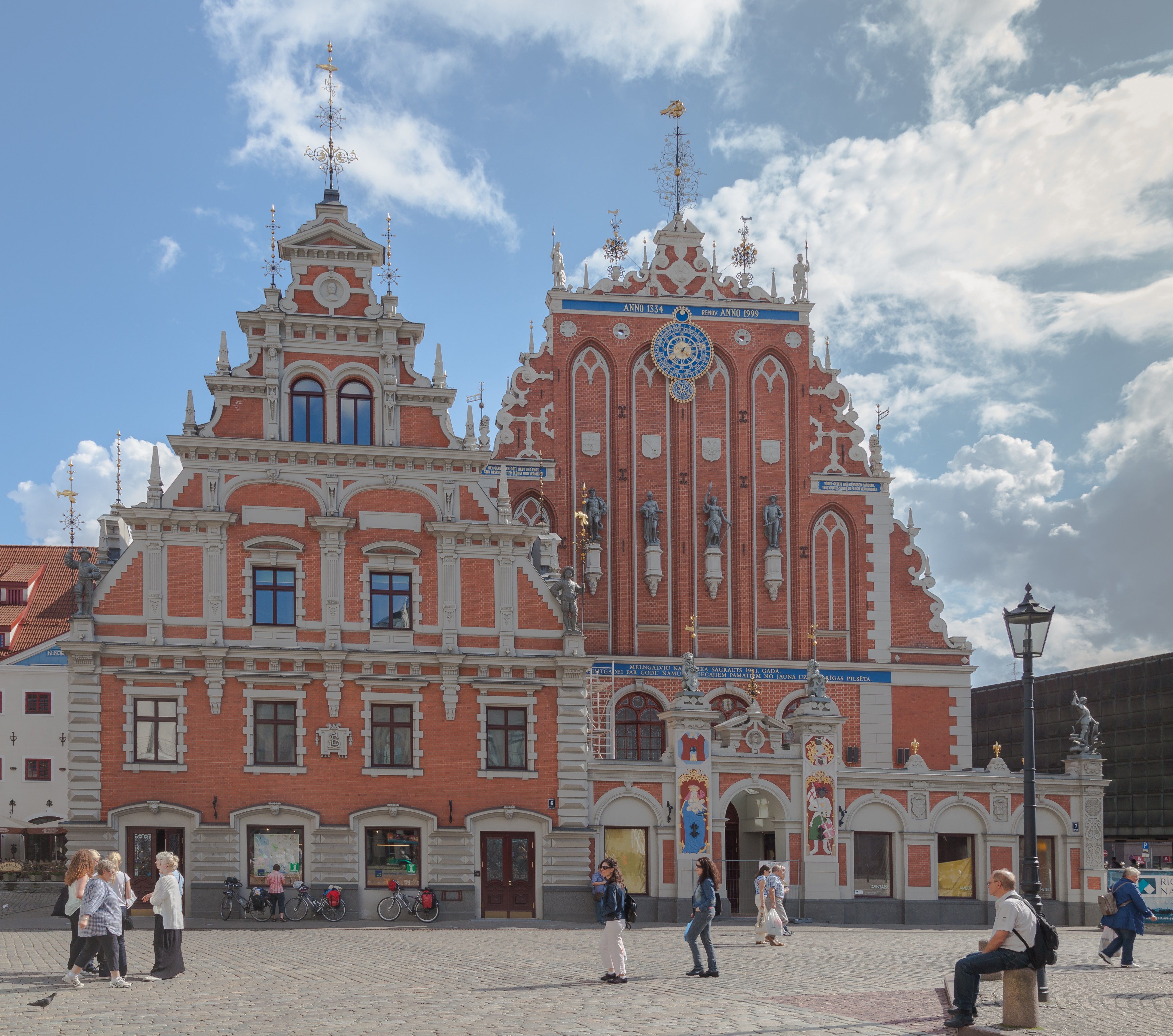
Maison des Têtes noires.

### Édifices religieux
- Cathédrale de Riga (protestante) ;
- Église Saint-Pierre (luthérienne) ;
- Cathédrale Saint-Jacques (catholique) ;
- Église Saint-François (catholique) ;
- Église Sainte-Gertrude de Riga ;
- Église Sainte-Marie-Madeleine de Riga ;
- Église de Jésus de Riga ;
- Église Notre-Dame-des-Douleurs de Riga (catholique) ;
- Église Saint-Jean (luthérienne) ;
- Église Saint-Joseph ;
- Cathédrale de la Nativité (orthodoxe) ;
- Église Saint-Alexandre-Nevsky (orthodoxe) ;
- Église orthodoxe de l'Annonciation ;
- Maison de prière Grebenchtchikov (lieu de culte vieux-croyant de l'Église vieille-orthodoxe pomore) ;
- Synagogue de Riga[c] ;
- Grande synagogue chorale de Riga, détruite pendant la Seconde Guerre mondiale.

### Musées
- Musée juif de Lettonie[18]
- Musée des arts étrangers.
- Musée national des arts de Lettonie.
- Motormusée de Riga.
- Musée national d'histoire de Lettonie.
- Musée du Théâtre de marionnettes.
- Maison du KGB[19].
- Musée Suta et Beļcova[20].
- Musée de l'Histoire et de la Navigation (en).
- Musée de l'occupation de la Lettonie[21].
- Musée du chemin de fer[22].
- Musée ethnographique de plein air de Lettonie

### Lieux
- Place Livu[23]
- Square et rue Jorģis Zemitāns
- Monument de la Liberté
- Rue Albert
- Rue Élisabeth
- Grand cimetière de Riga
- Cimetière boisé de Riga
- Cimetière de Torņakalns
- Horloge Laima
- Jardin de Wöhrmann
- Esplanade
- Parc d'Arcadie
- Canal de verdure

### Autres
- Maison de la Noble Corporation de Livonie (siège du parlement)
- Marché central de Riga
- Opéra national de Lettonie
- Maison des Têtes noires
- Palais de la Culture et de la Science
- Petite Guilde de Riga
- Grande Guilde de Riga
- Château de Riga
- Bibliothèque nationale de Lettonie
- Tour de télévision de Riga
- Lycée officiel n. 1 de Riga
- Académie des beaux-arts
- Porte d'Alexandre

| Carte de lieux et monuments de Riga |
| Lieux et monuments de Riga          |

Outre le centre historique (vieille ville), l'un des intérêts de Rīga réside dans un ensemble de témoignages de l'Art nouveau réalisés entre 1895 et 1912, en particulier par Mikhaïl Eisenstein.

## Culture

### Musique
- Opéra national de Lettonie
- Académie de musique de Lettonie
- Célébrations de chants et danses baltes
- Festival national letton des chants et de danses

### Salles de spectacle
- Riga Arena
- Cirque de Riga
- Nouveau théâtre de Riga
- Théâtre Dailes
- Daugava Concert Hall
- Théâtre russe de Riga
- Gertrüdes Street Theatre
- Grande Guilde
- Maison des Têtes Noires
- Académie de musique de Lettonie
- Opéra national de Lettonie
- Riga Latvian Society House
- Bibliothèque nationale
- Musée ethnographique en plein air de Lettonie (en)
- Salle de concerts Palladium Riga
- Cathédrale protestante
- Centre de congrès de Riga
- Petite Guilde
- Salle de concert Spikeri
- Splendid Palace
- Église Saint-Jean
- Église Saint-Pierre
- Centre culturel Ziemelblazma

### Cinéma
- Forum Cinemas
- Kino Bize
- Splendid Palace

### Institutions culturelles étrangères
- Institut Goethe[24]
- Institut culturel danois[25]
- Bureau en Lettonie du Conseil nordique des ministres[26],
- Institut Français de Lettonie[27] (Riga)
- Lycée Français de Riga[28]
- École Jules Verne[29]

### Quartiers et Territoires Créatifs
Depuis l'indépendance, le départ d'une partie de la population russe, et l'ancrage à l'Ouest, la ville se restructure. Des zones d'habitation sont réhabilitées. D'anciens quartiers industriels ou de dépôt sont progressivement rénovés dans une préoccupation de nouveau développement culturel. L'Association of Creative Quarters and Territories a participé à la préparation de Riga Capitale Européenne de la Culture 2014, et publie une Culture Map en letton et en anglais.
- 1993 : Berga Bazars[31]
- 1998 : AB Dambis[32]
- 2000 : Kalnciema Quarter[33], avec marché du samedi (alimentaire et artisanal)
- 2005 : Andrejsala[34]
- 2008 : VEF, Totaldobze Art Centre[35], Gallery Ziema, Studio Luste
- 2008 : Spikeri[36], The Latvian Centre for Contemporary Art (LCCA)[37]
- 2009 : I-Dejas Maja[38],[39], I-Dance House
- 2010 : The Republic of Miera street[40]
- 2011 : Brasa
- 2012 : Sarkandaugava[41], Vecaki, Kanepe Culture Centre[42]
- 2013 : Free Riga[43], Kombinats Maksla (Combine Art)
- 2015 : Avotu Street[44]
- 2016 : Pardaugava Creative Centre[45]

## Transports
Riga, avec sa situation centrale et sa concentration de population, a toujours été le centre des infrastructures de transport de la Lettonie.
Les routes d'importance nationale A1, A2, A6, A7, A8 et A10 partent de Riga.
La route européenne 22 traverse Riga d’est en ouest et la route européenne 67 ou Via Baltica du sud au nord.

### Infrastructures

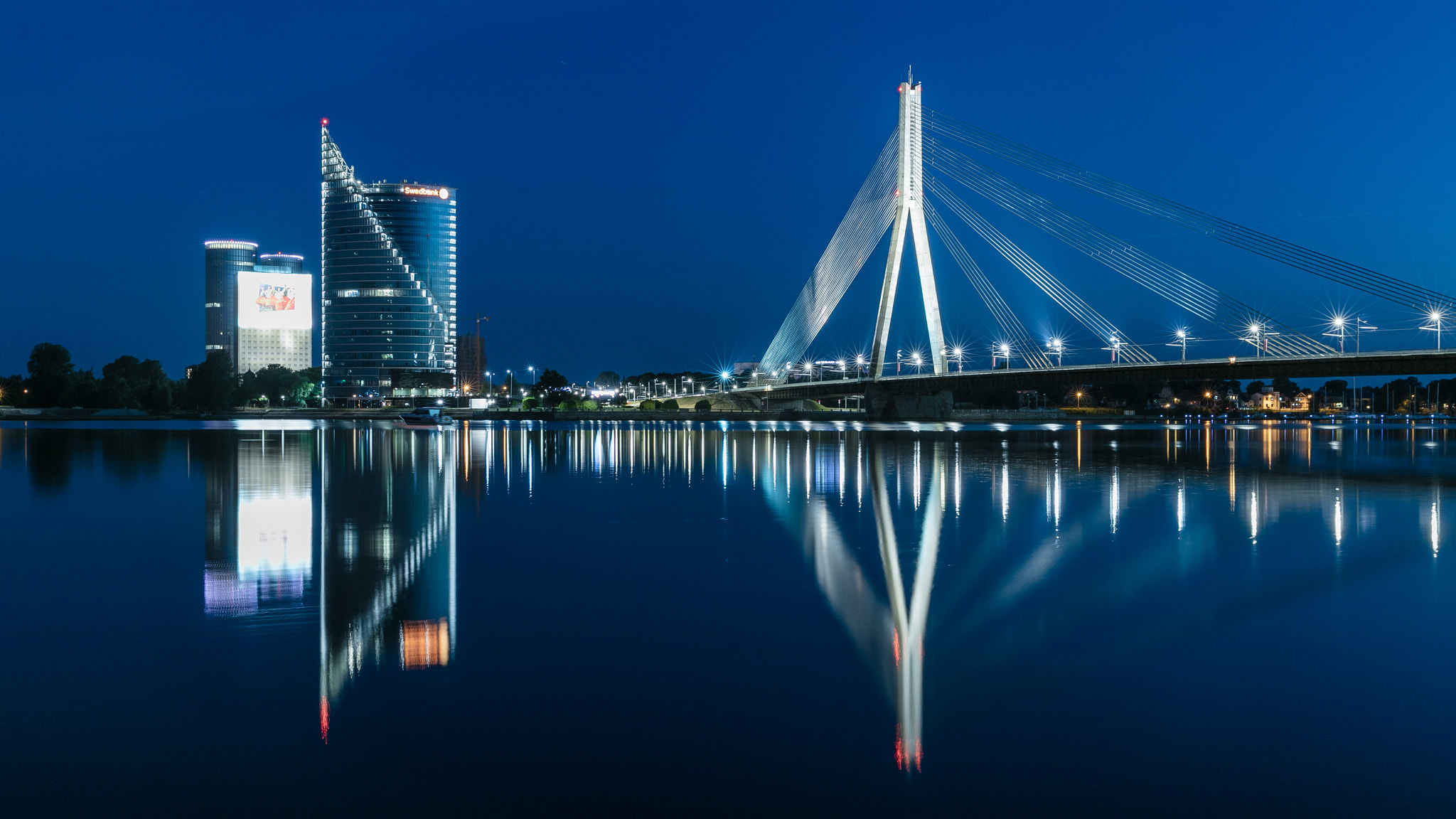
Pont de Vanšu.

À Riga, le fleuve Daugava est traversé par plusieurs ponts.
Le plus ancien d'entre eux est le pont ferroviaire, qui est le seul pont ferroviaire de Riga.
Le Pont de pierre relie le vieux Riga et la rive gauche du Daugava, le pont Salu relie le quartier de Maskavas forštate et la rive gauche du Daugava via Zaķusala et Lucavsala, et le pont Vansu relie le vieux Riga et la rive gauche du Daugava via Ķipsala.
En 2008, la première phase du projet du pont du sud sur le Daugava a été achevée et le 17 novembre, le pont a été ouvert à la circulation.
Les travaux de construction du pont ont commencé en 2004, mais se sont achevés en 2013.
Le pont du Sud était le plus grand projet de construction dans les États baltes au cours des 20 dernières années et visait à réduire les embouteillages dans le centre-ville.
Le coût total du pont à la fin des travaux atteignait environ 570 millions de lats, soit plus de 810 millions d'euros.

### Transport aérien

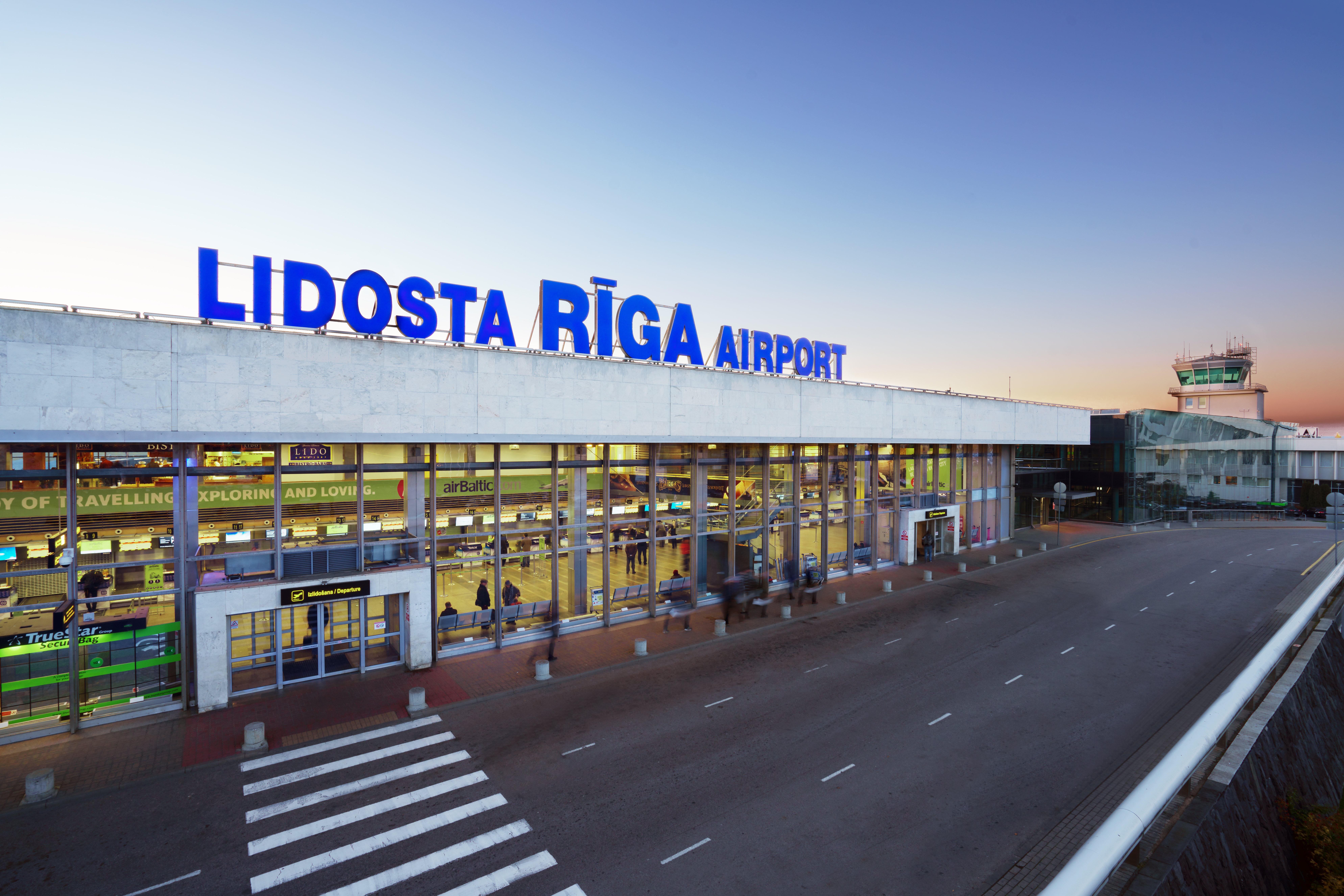
L'aéroport international de Riga.

L'aéroport international de Riga, construit en 1975, dessert les compagnies aériennes commerciales.
C'est la base principale de la compagnie aérienne AirBaltic et l'une des bases de la compagnie aérienne Ryanair.
En ce qui concerne le nombre de passagers, l'aéroport est le plus grand des États baltes..
Un nouveau pôle de transport multimodal avec une gare du Rail Baltica est en cours de construction autour de l'aéroport, et le plan comprend le développement de la zone aéroportuaire.
L'ancien aéroport de Spilve (lv), situé à 5 km du centre de Riga, est utilisé pour les petits avions, la formation des pilotes et l'aviation de loisir.
À l'époque de la République socialiste soviétique de Lettonie, il y avait une base aérienne militaire à Riga, la base aérienne de Rumbula (lv).

### Transport ferroviaire

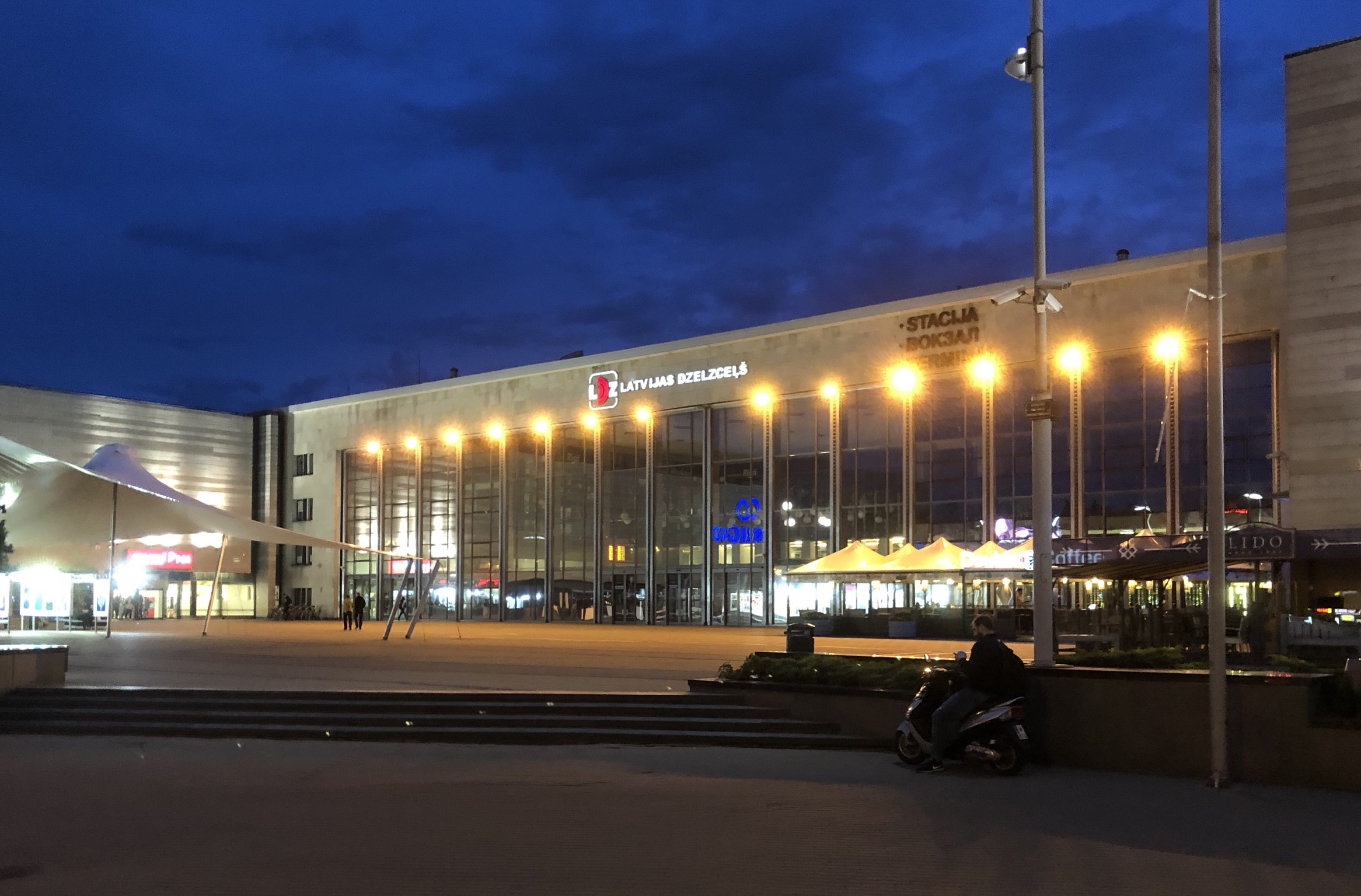
Gare centrale de Riga.

Riga est reliée au reste de la Lettonie par des trains intérieurs exploités par la compagnie Pasažieru vilciens (lv).
La gare principale du réseau est la gare centrale de Riga.
La gare centrale de Riga permet de relier Riga aux grandes villes de Lettonie ainsi qu'à certaines plus petites (dont Jurmala), mais aussi à Minsk, Saint-Pétersbourg et Moscou, etc.
Le projet Rail Baltica prévoit la construction d'une ligne ferroviaire à grande vitesse passant par Riga, qui reliera Tallinn à Kaunas et Varsovie, de sorte qu'il sera possible de relier les États baltes aux autres pays européens par chemin de fer.
Le projet devrait être mis en service d'ici 2030.

### Bus interurbains
La gare routière internationale de Riga propose des liaisons de bus nationales et internationales.
Les liaisons en autobus (de luxe ou non : Eurolines, Ecolines, Luxexpress, Olimp) relient Riga à Tallinn (Estonie) au nord, à Vilnius (Lituanie) au sud, et à la plupart des grandes villes d'Allemagne, Autriche, Belgique, Hongrie, Pologne, Biélorussie, Russie, Ukraine…
De nombreuses liaisons régulières en autobus (service public ou concurrentiel) permettent de se rendre dans la plupart des villes et régions de Lettonie, pour un prix d'environ 5 centimes d'euro le kilomètre (en mai 2017). Chaque gare routière (autoosta) est fréquentée par des minibus qui assurent de courtes liaisons locales, selon un maillage bien étudié.

### Transports locaux
Les transports publics de Riga comprennent des lignes de bus, de trolleybus et de tramway, qui sont assurées par la société à responsabilité limitée de la municipalité de Riga Rīgas satiksme (lv).
Ce réseau de transport en commun couvre assez uniformément l'ensemble du territoire de Riga et s'étend au-delà des frontières administratives de la ville de Riga. Riga compte 50 lignes de bus, 21 trolleybus et 5 lignes de tramway d'une longueur totale de 1 293,81 km, ainsi que 11 lignes de minibus. La flotte totale de la société "Rīgas satiksme" comprend 1076 unités de transport, dont 478 bus, 346 trolleybus et 252 tramways.

### Transport fluvial et maritime

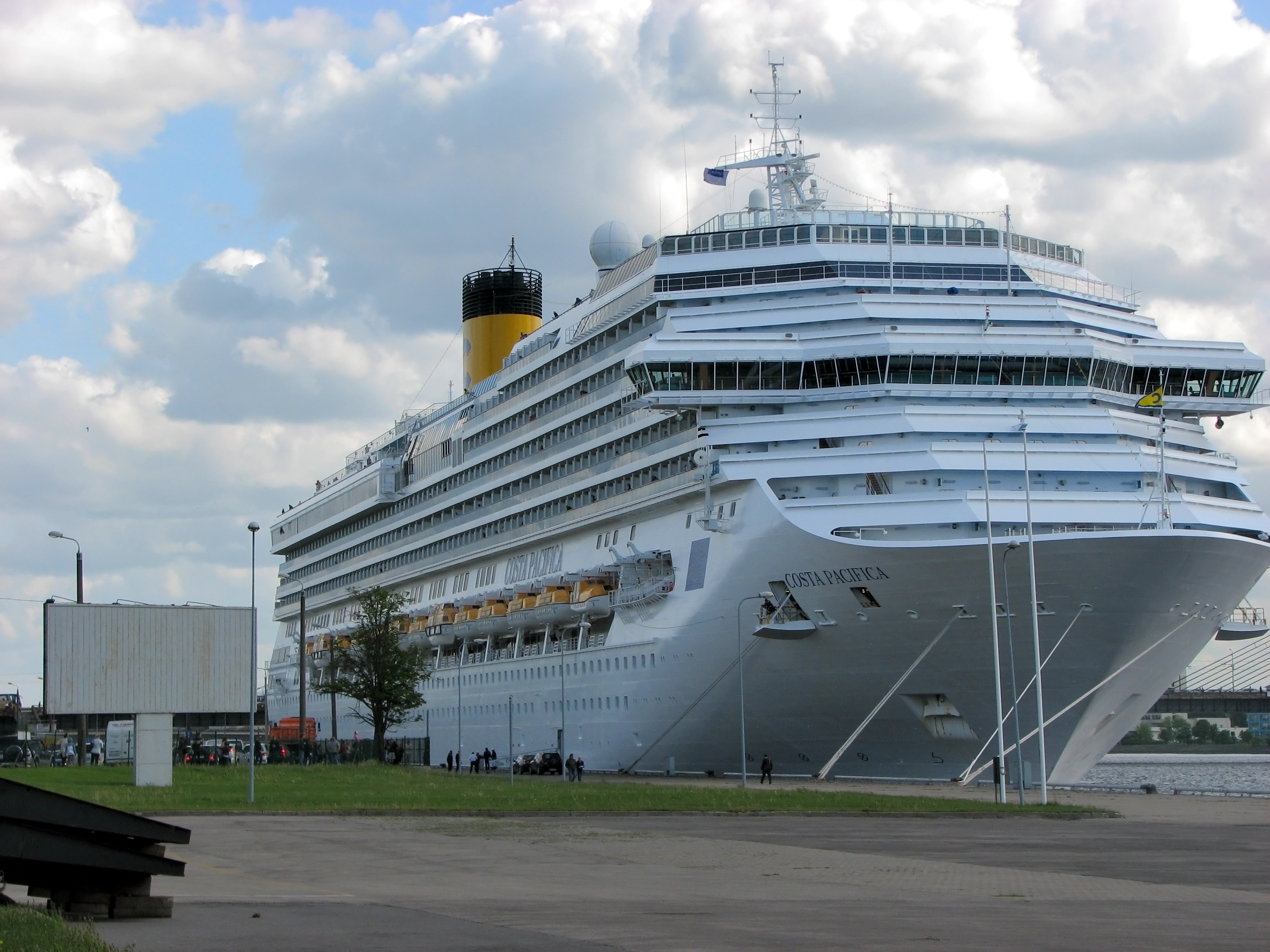
Navire à quai au terminal de passagers de Riga.

Le port de Riga, géré par l'autorité du port franc de Riga, couvre (en 2016) 6 348 ha, avec une surface de stockage de 1 872 842 m2, dont 370 736 m2 sous hangar, et 15 623 m2 de réfrigéré.
En 2016, la répartition des marchandises dans le port est la suivante (en tonnes): charbon (35 %), hydrocarbures (21,9 %), bois et produits dérivés (11 %), conteneurs (10,9 %), engrais (7,6 %), métaux (3,7 %), céréales (3,6 %), autres (5,4 %). Les importations sont de 4 179 MT (11 %), dont 50 % en transit, et les exportations de 32 891 MT (89 %), dont 81 % en transit. La répartition de trafic de marchandises des ports baltiques est : Riga (27 %), Klaipeda (29 %), Tallinn (15 %), Ventspils (14 %), Butinge (7 %), Sillamue (5 %), Liepaja (4 %).
Les traversiers accostent au terminal de passagers de Riga qui est le plus important de la Lettonie.
À partir du terminal de passagers de Riga, des liaisons maritimes régulières joignent les autres ports des Pays Baltes, et des pays voisins (Suède, Finlande, Russie).

## Personnalités liées à Riga

### Nées à Riga
- Mikhail Barychnikov, danseur et chorégraphe
- Ernst von Bergmann, chirurgien allemand.
- Isaiah Berlin, philosophe et historien britannique.
- Diāna Dadzīte, athlète handisport lettonne.
- Ottilie von Bistram, écrivaine et militante féministe
- Sergueï Mikhailovitch Eisenstein, réalisateur de cinéma soviétique.
- Ansis Epners, réalisateur scénariste et producteur.
- Heinz Erhardt, acteur et humoriste.
- Elina Garanca, mezzo-soprano.
- Alexandre Garbell, peintre de l'École de Paris.
- Léo Glaeser, avocat et résistant Français.
- Alexandre Godounov, danseur de ballet.
- Philippe Halsman, photographe américain
- Mariss Jansons, chef d'orchestre.
- Alexander Kashlinsky,astronome et cosmologiste.
- John Konrads (1942-2021), nageur australien.
- Gidon Kremer, violoniste.
- Barbara de Krüdener, femme de lettres et amie de Madame de Staël.
- Yeshayahou Leibowitz, chimiste et philosophe israélien.
- Maris Liepa, danseur et chorégraphe
- Aaron Nimzowitsch, joueur et théoricien du jeu d'échecs.
- Wilhelm Ostwald, chimiste et philosophe germano-balte, puis allemand.
- Arkadi Raïkine, humoriste, acteur soviétique
- Jānis Rokpelnis, poète et scénariste
- Marie Skobtsov, religieuse orthodoxe résistante, morte au camp de Ravensbrück
- Georg Schweinfurth, explorateur et naturaliste allemand.
- Ksenia Solo, actrice.
- Ksenija Sidorova, accordéoniste.
- Mikhaïl Tal, champion du monde d'échecs, surnommé Le magicien de Riga.
- Edgars Vinters, peintre.
- Walter Zapp, inventeur.
- Shulamith Shahar, historienne israélienne.

- Matthieu Bech, entrepreneur.

### Décédées à Riga
- Ansis Epners, réalisateur scénariste et producteur.
- Vsevolod Poudovkine, cinéaste soviétique (30 juin 1953).
- Friedrich Jeckeln.
- Edgars Vinters, peintre.
- Andreï Mironov, acteur.
- Eduards Smiļģis, metteur en scène.

## Jumelages
| Ville | Ville                         | Pays | Pays                         | Période                   |
| ----- | ----------------------------- | ---- | ---------------------------- | ------------------------- |
|       | Aalborg                       |      | Danemark                     | depuis 1989               |
|       | Aalborg                       |      | Danemark                     | depuis 1989               |
|       | Alicante                      |      | Espagne                      |                           |
|       | Almaty                        |      | Kazakhstan                   | depuis 1998               |
|       | Amsterdam                     |      | Pays-Bas                     |                           |
|       | Astana                        |      | Kazakhstan                   | depuis 1998               |
|       | Bordeaux,                     |      | France                       | depuis 1993               |
|       | Brême,                        |      | Allemagne                    | depuis le 15 février 1985 |
|       | Cairns                        |      | Australie                    | depuis 2013               |
|       | Calais                        |      | France                       |                           |
|       | Dallas                        |      | États-Unis                   | depuis 1986               |
|       | Dunkerque                     |      | France                       |                           |
|       | Erevan                        |      | Arménie                      | depuis 2013               |
|       | Florence,                     |      | Italie                       | depuis 2004               |
|       | Guam                          |      | États-Unis                   |                           |
|       | Hagåtña                       |      | États-Unis                   |                           |
|       | Kaunas                        |      | Lituanie                     | depuis 2013               |
|       | Kiev,                         |      | Ukraine                      | depuis le 29 mai 1998     |
|       | Kobe                          |      | Japon                        | depuis 1974               |
|       | Minsk                         |      | Biélorussie                  |                           |
|       | Moscou                        |      | Russie                       |                           |
|       | municipalité urbaine de Tartu |      | Estonie                      | depuis 2005               |
|       | Norrköping                    |      | Suède                        |                           |
|       | Paita                         |      | Pérou                        |                           |
|       | Pori                          |      | Finlande                     | depuis 1964               |
|       | Pékin                         |      | Chine                        |                           |
|       | Rostock,                      |      | Allemagne                    | depuis 1961               |
|       | Saint-Pétersbourg             |      | Russie                       | depuis 1997               |
|       | Santiago                      |      | Chili                        | depuis 1997               |
|       | Slough                        |      | Royaume-Uni                  |                           |
|       | Stockholm                     |      | Suède                        |                           |
|       | Suzhou                        |      | Chine                        |                           |
|       | Taipei                        |      | République de Chine (Taïwan) | depuis 2001               |
|       | Tallinn                       |      | Estonie                      | depuis 2005               |
|       | Tbilissi,                     |      | Géorgie                      | depuis le 3 avril 2007    |
|       | Varsovie                      |      | Pologne                      |                           |
|       | Vilnius,                      |      | Lituanie                     | depuis le 18 février 2005 |

En 2017, Riga est jumelée avec les villes suivantes :
| - Aalborg (Danemark), - Almaty (Kazakhstan) - Amsterdam (Pays-Bas) - Bordeaux (France), - Brême (Allemagne) - Cairns (Australie) - Dallas (États-Unis) - Florence (Italie) - Kiev (Ukraine) - Kōbe (Japon) - Norrköping (Suède) - Astana (Kazakhstan) - Pékin (Chine) | - Pori (Finlande) - Rostock (Allemagne) - Santiago du Chili (Chili) - Stockholm (Suède) - Suzhou (Chine) - Taipei (Taïwan) - Tachkent (Ouzbékistan) - Tallinn (Estonie) - Tartu (Estonie) - Tbilissi (Géorgie) - Vilnius (Lituanie) - Erevan (Arménie) - Varsovie (Pologne) |

## Galerie de photos

### Bâtiments de style Art nouveau

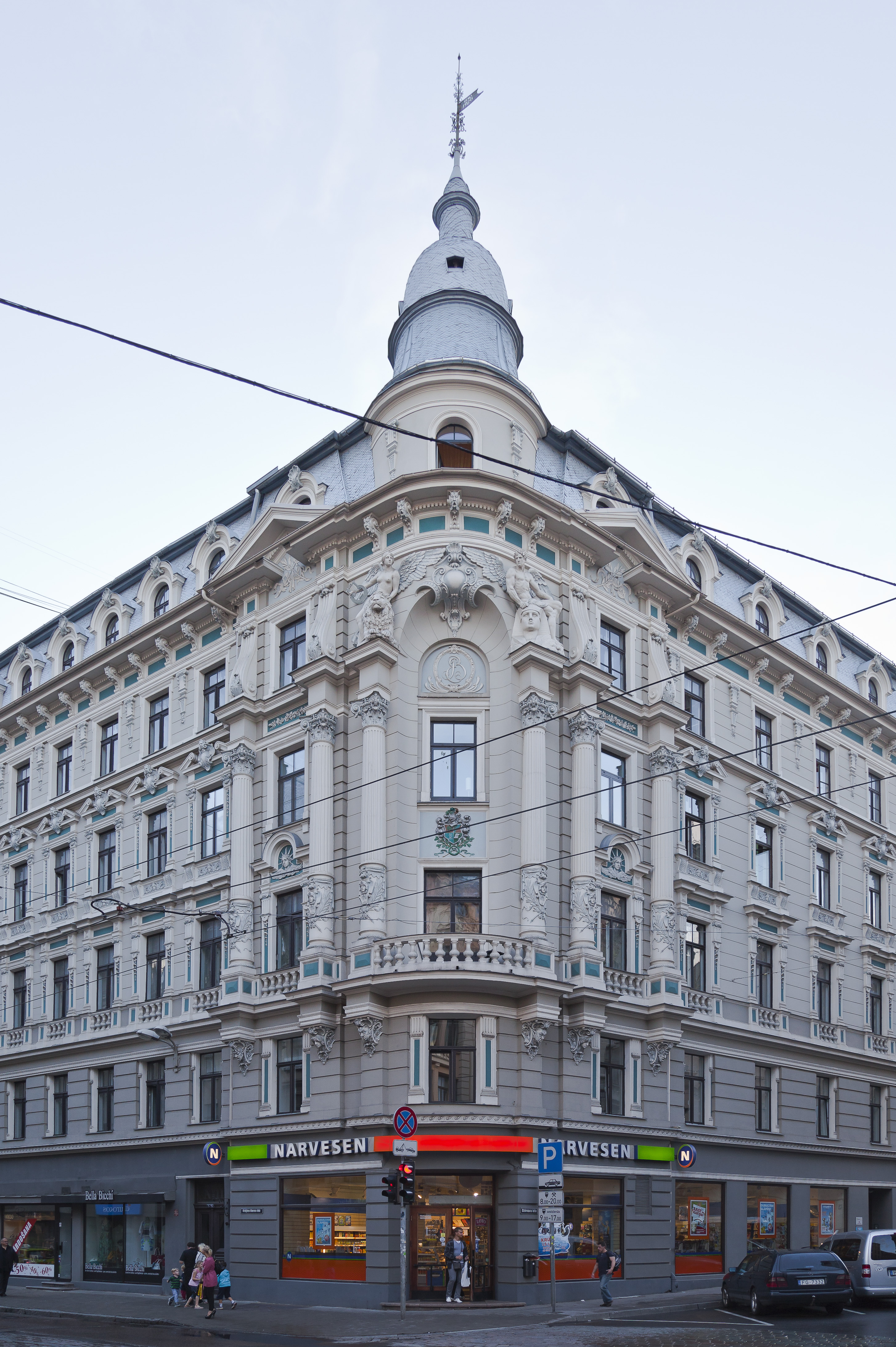
Façade Art nouveau de Dzirnavu iela.
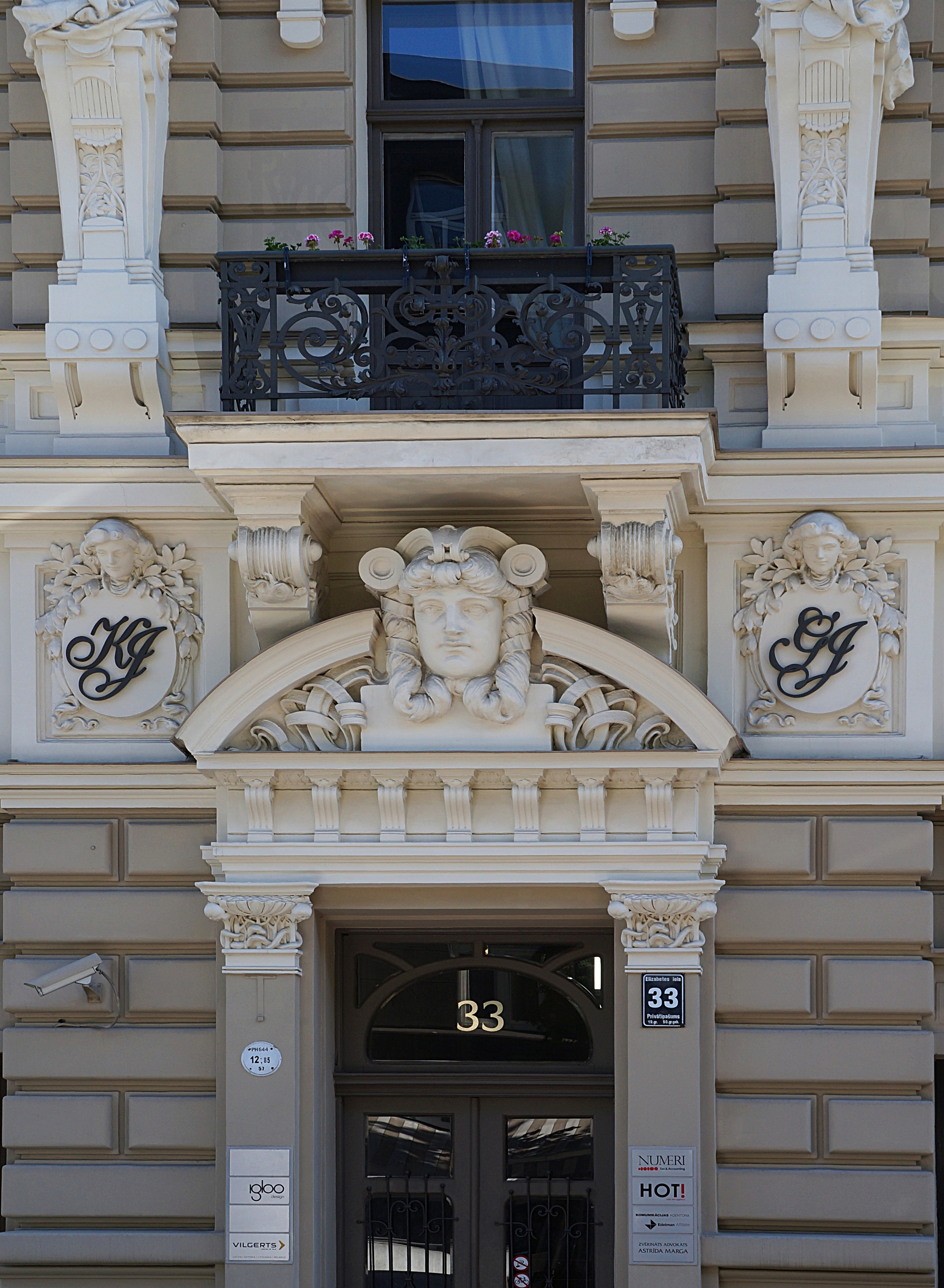
No 33 Elizabetes iela.
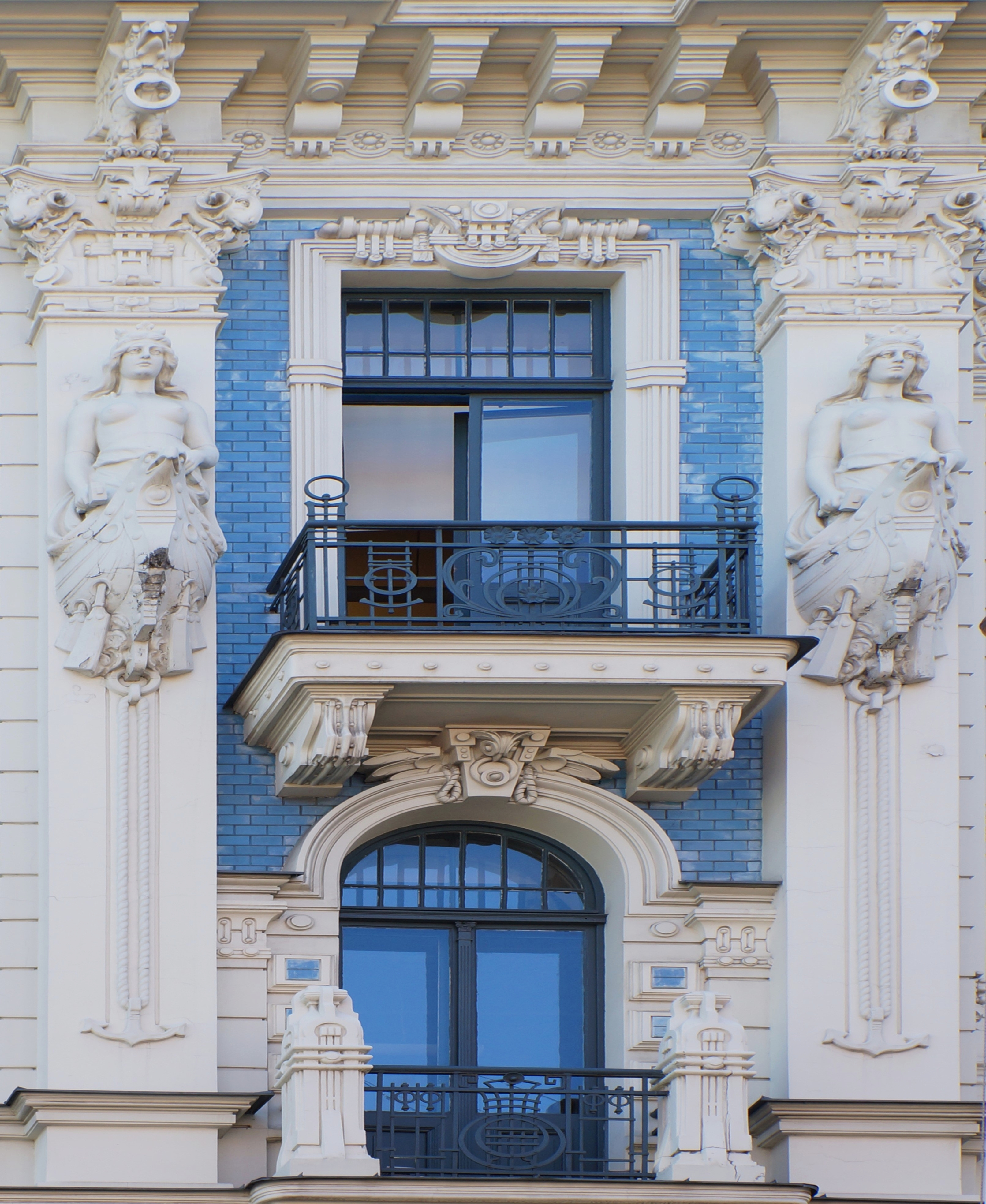
No 4 Strēlnieku iela.
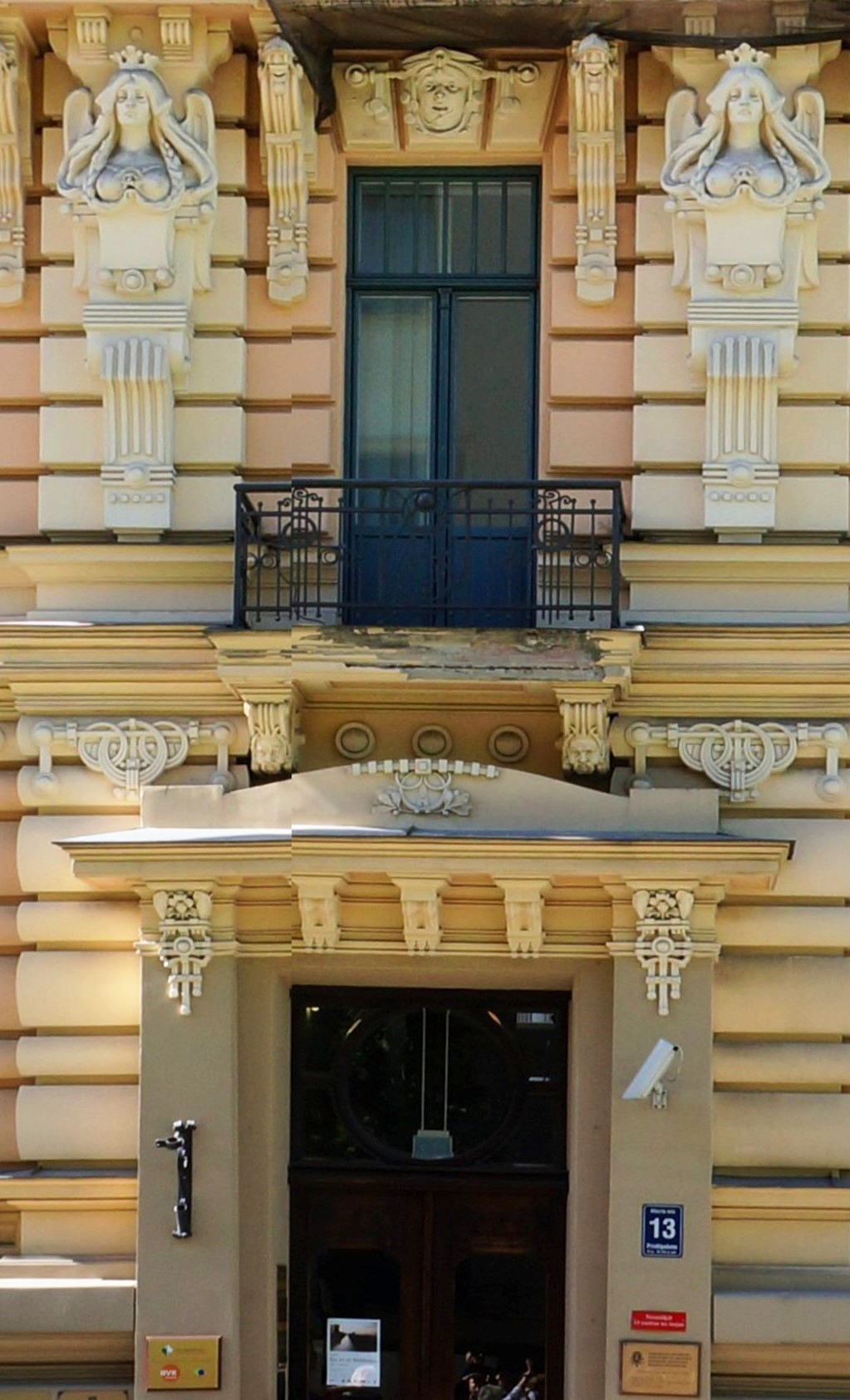
No 13 Alberta iela.
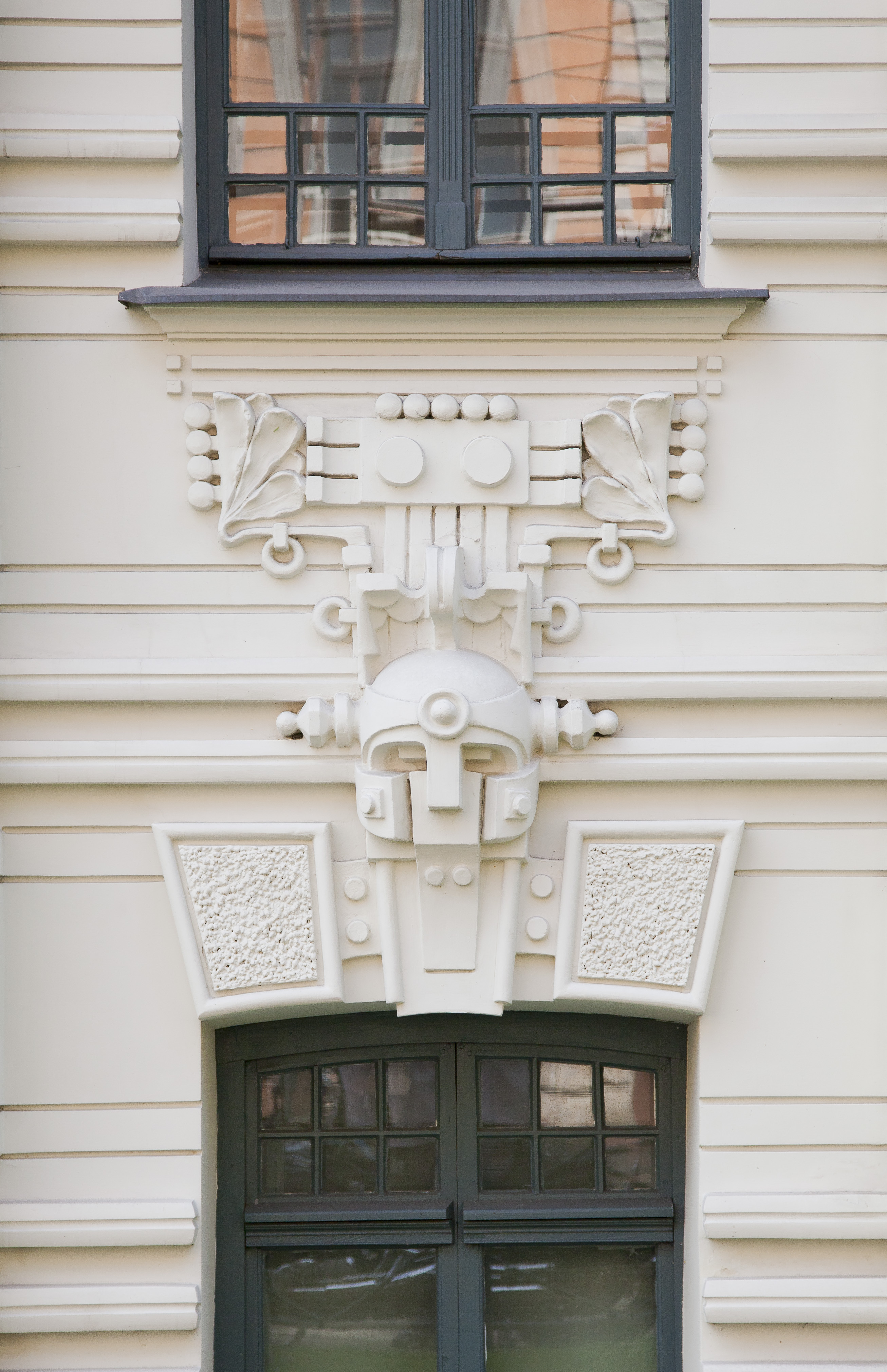
No 4a Strēlnieku Iela.

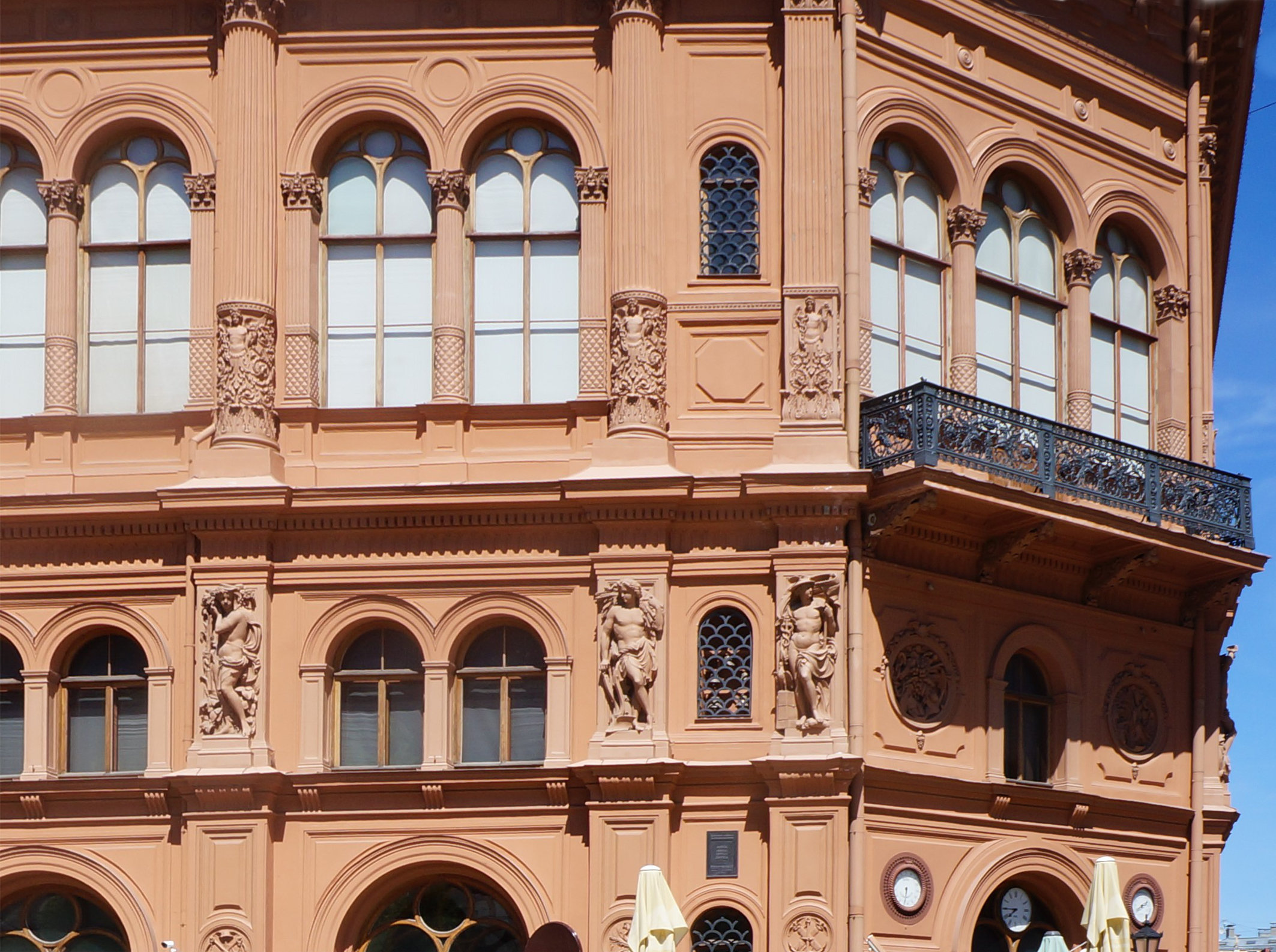
Mākslas muzejs Rīgas Birža.
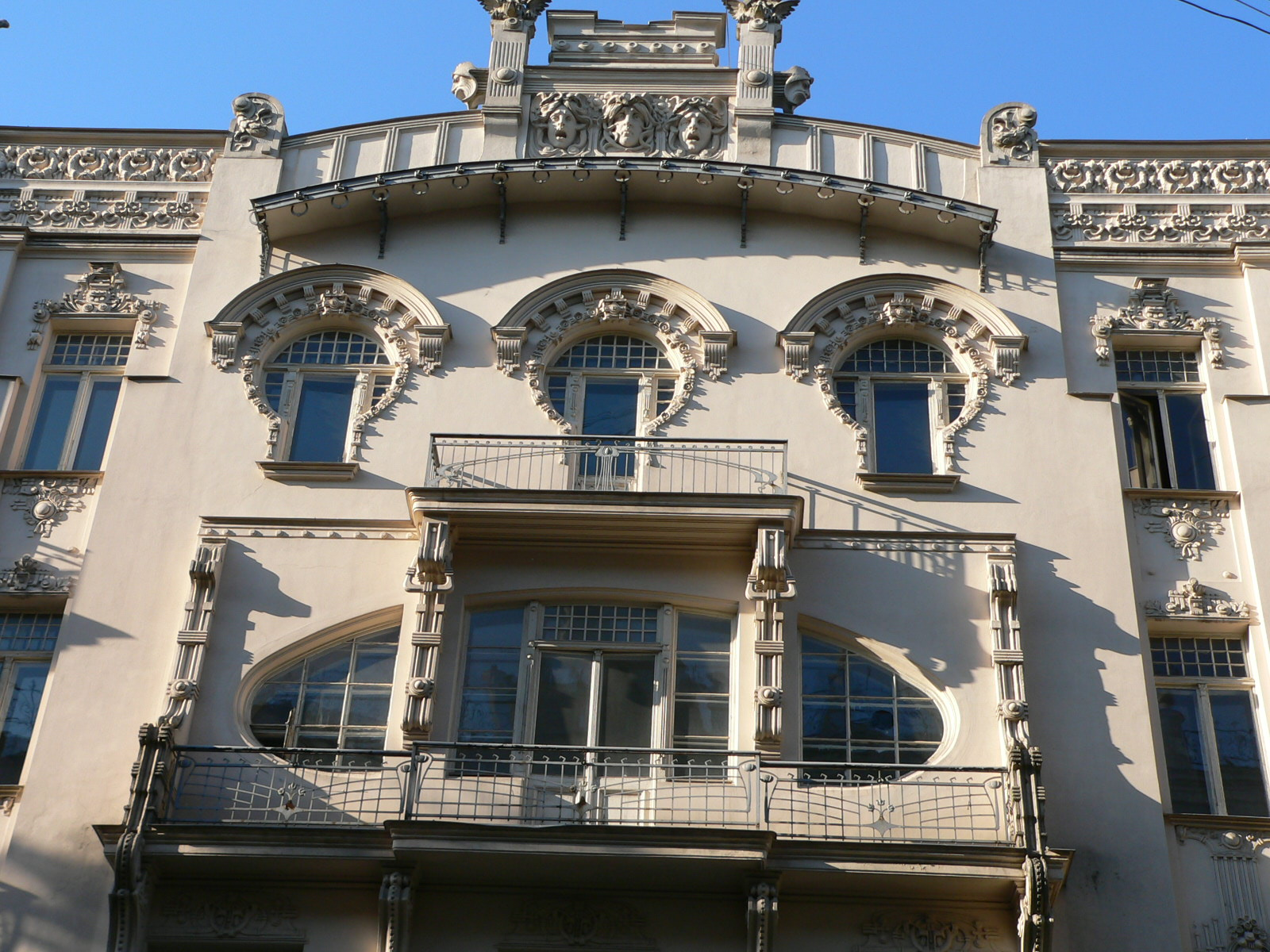
L'ambassade de Hongrie.
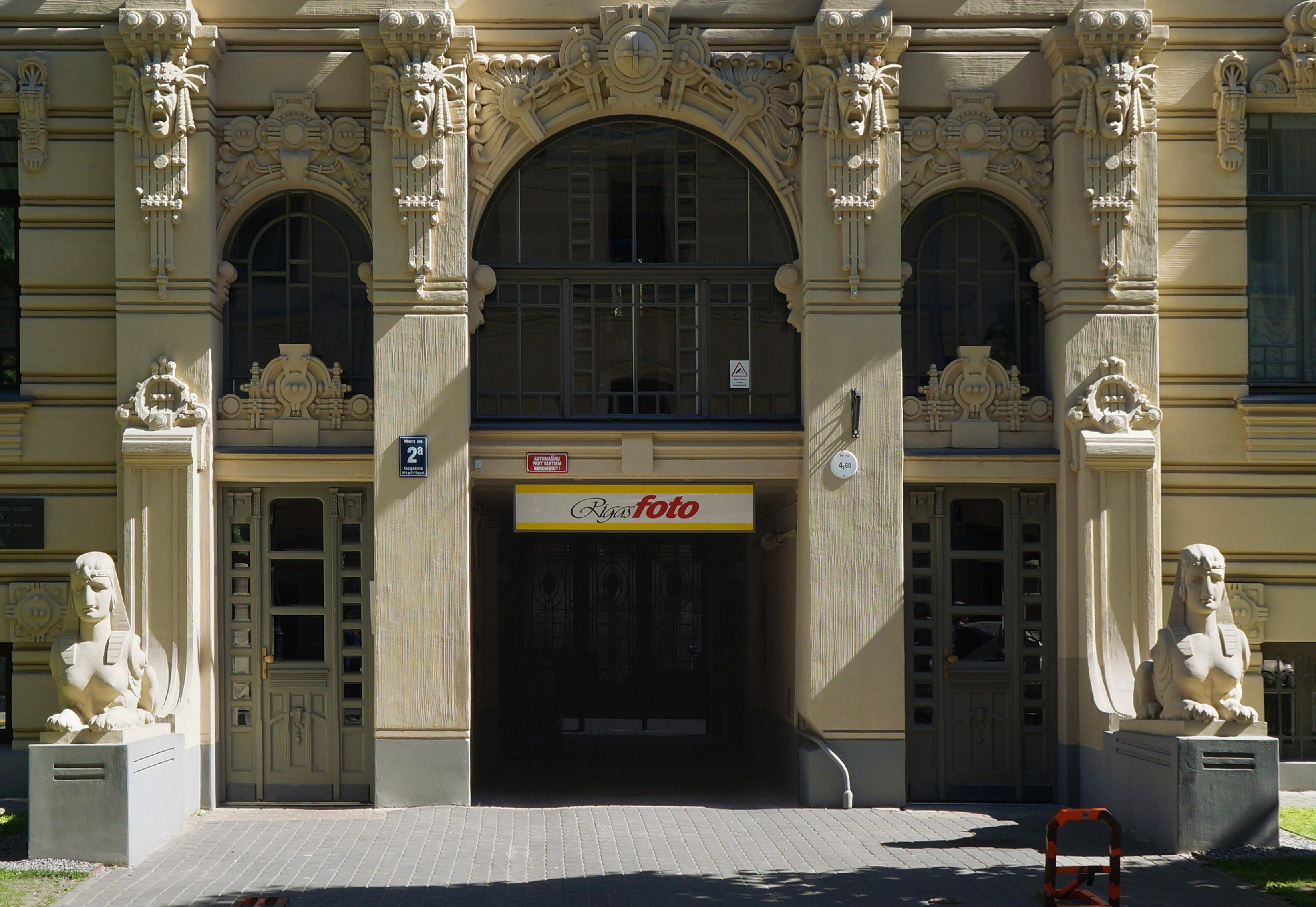
No 2a Alberta iela.
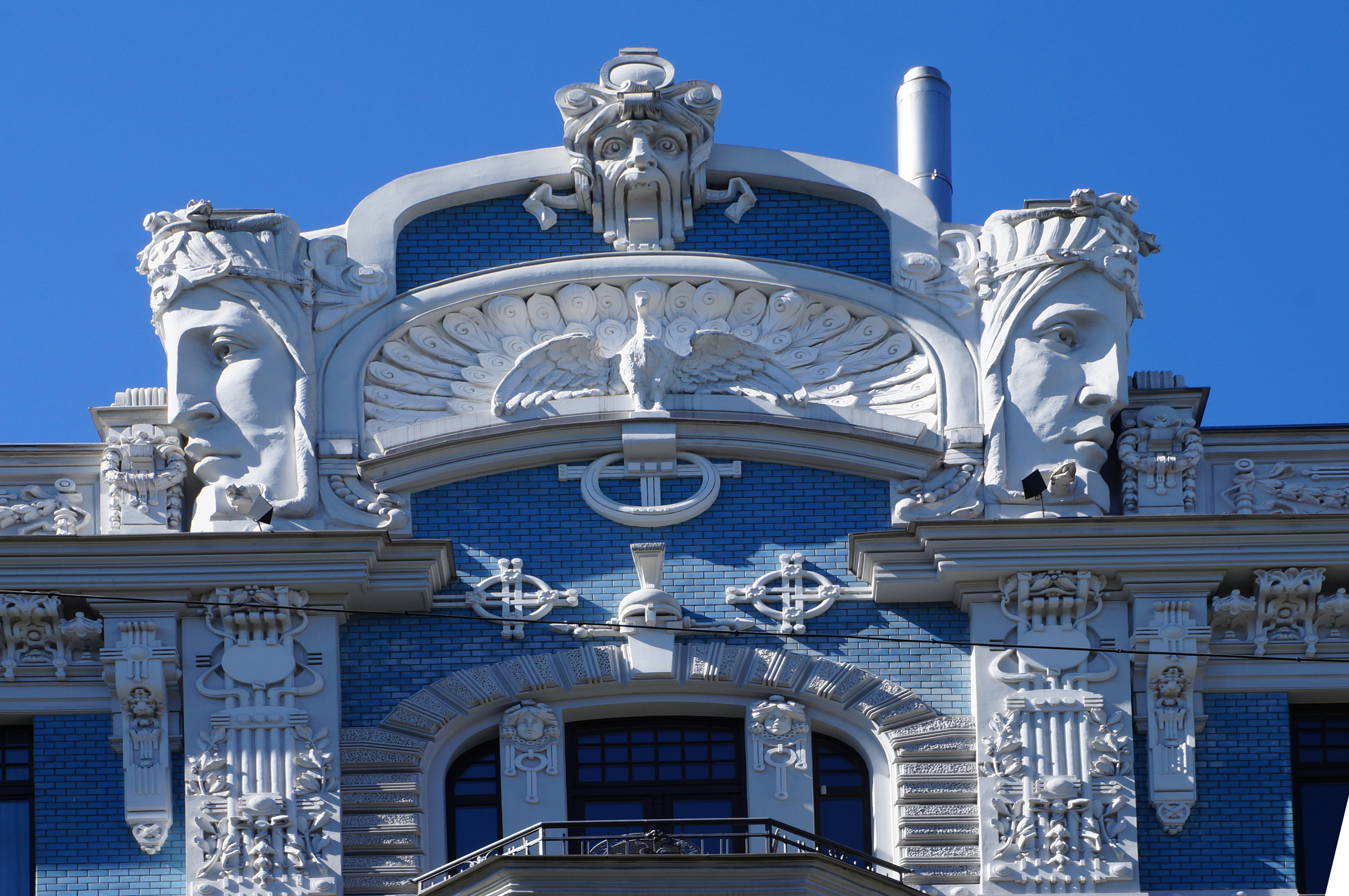
No 10b Elizabetes iela.
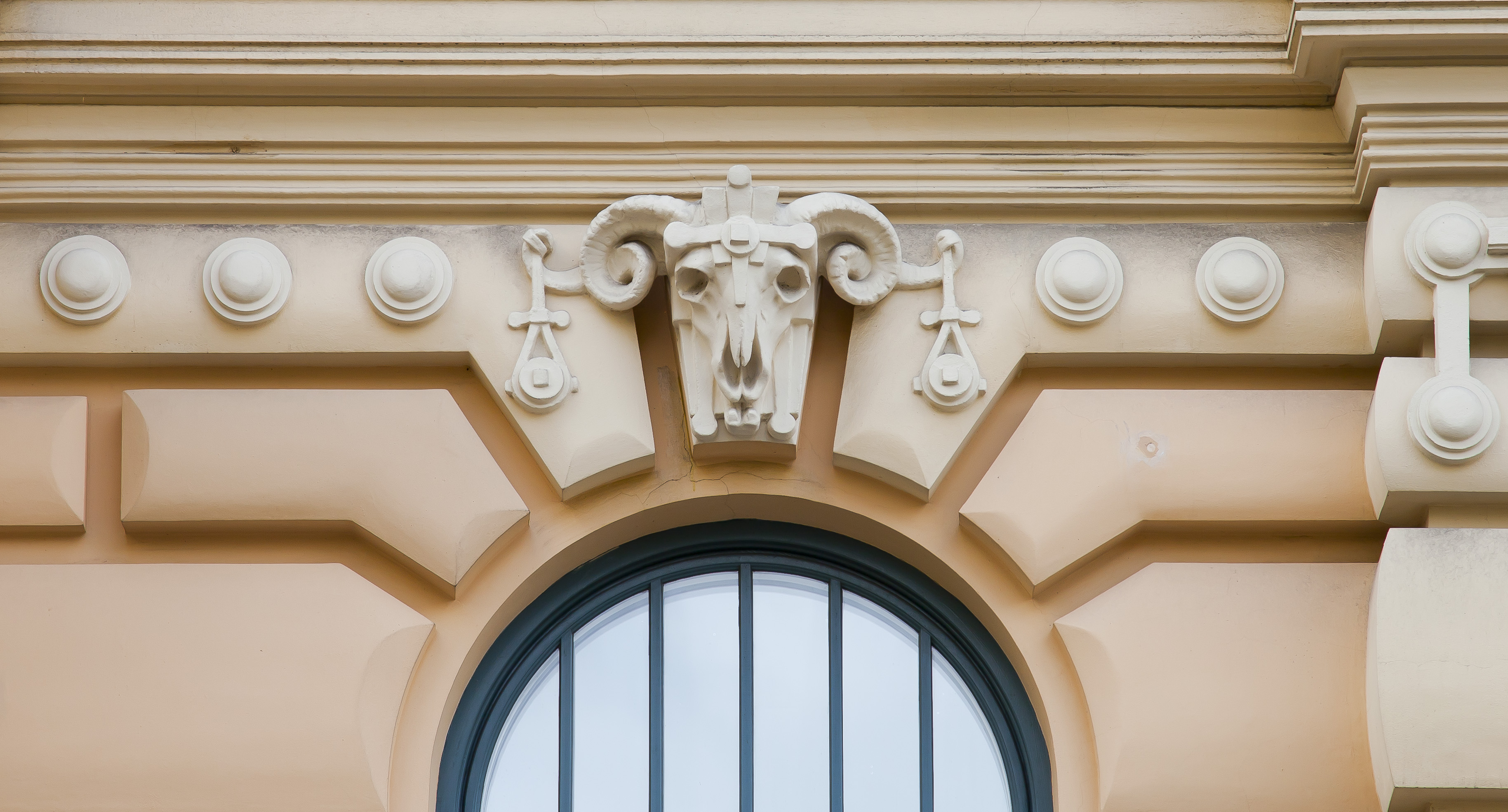
No 13 Alberta iela.
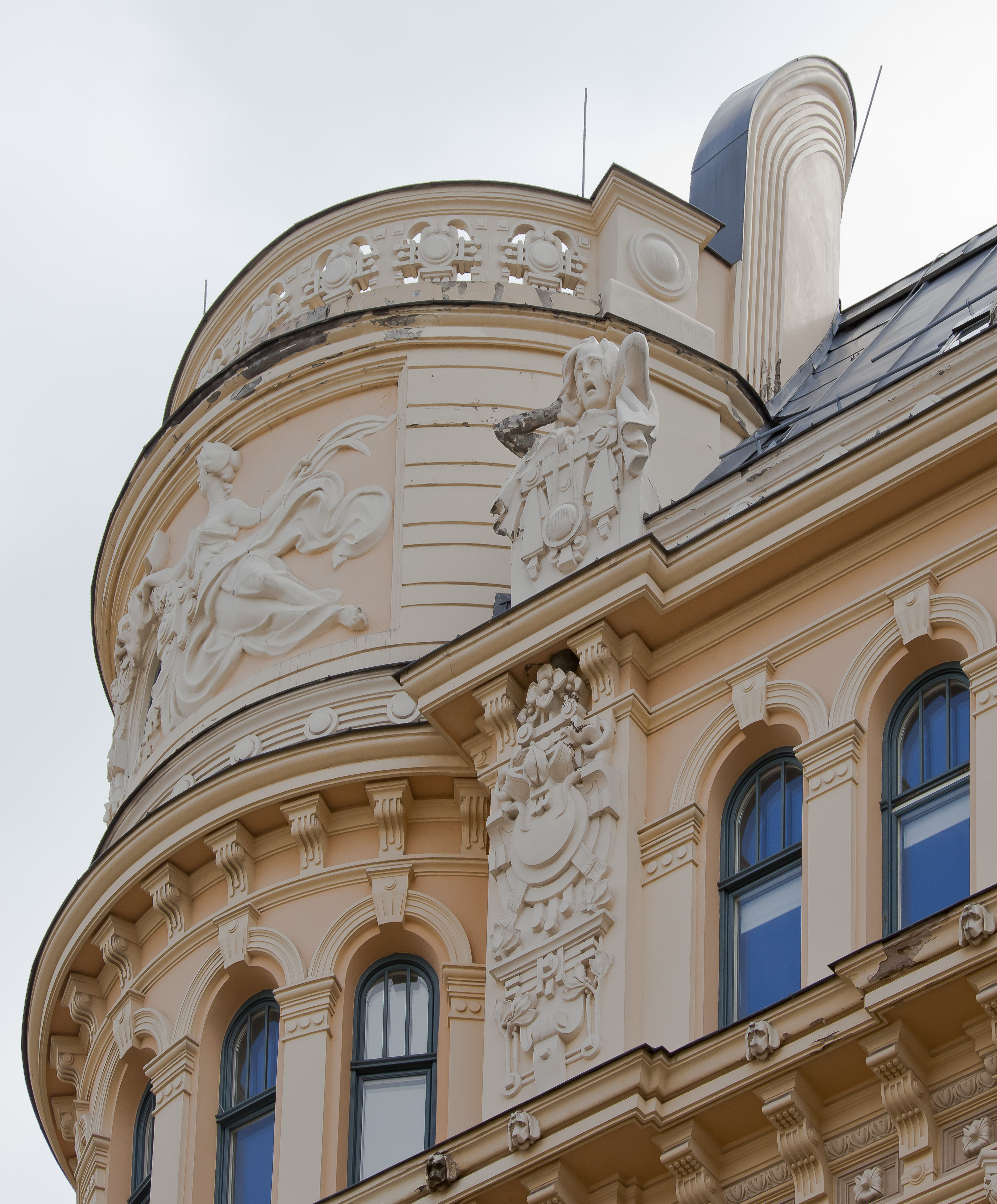
No 13 Alberta iela.

### Autres bâtiments

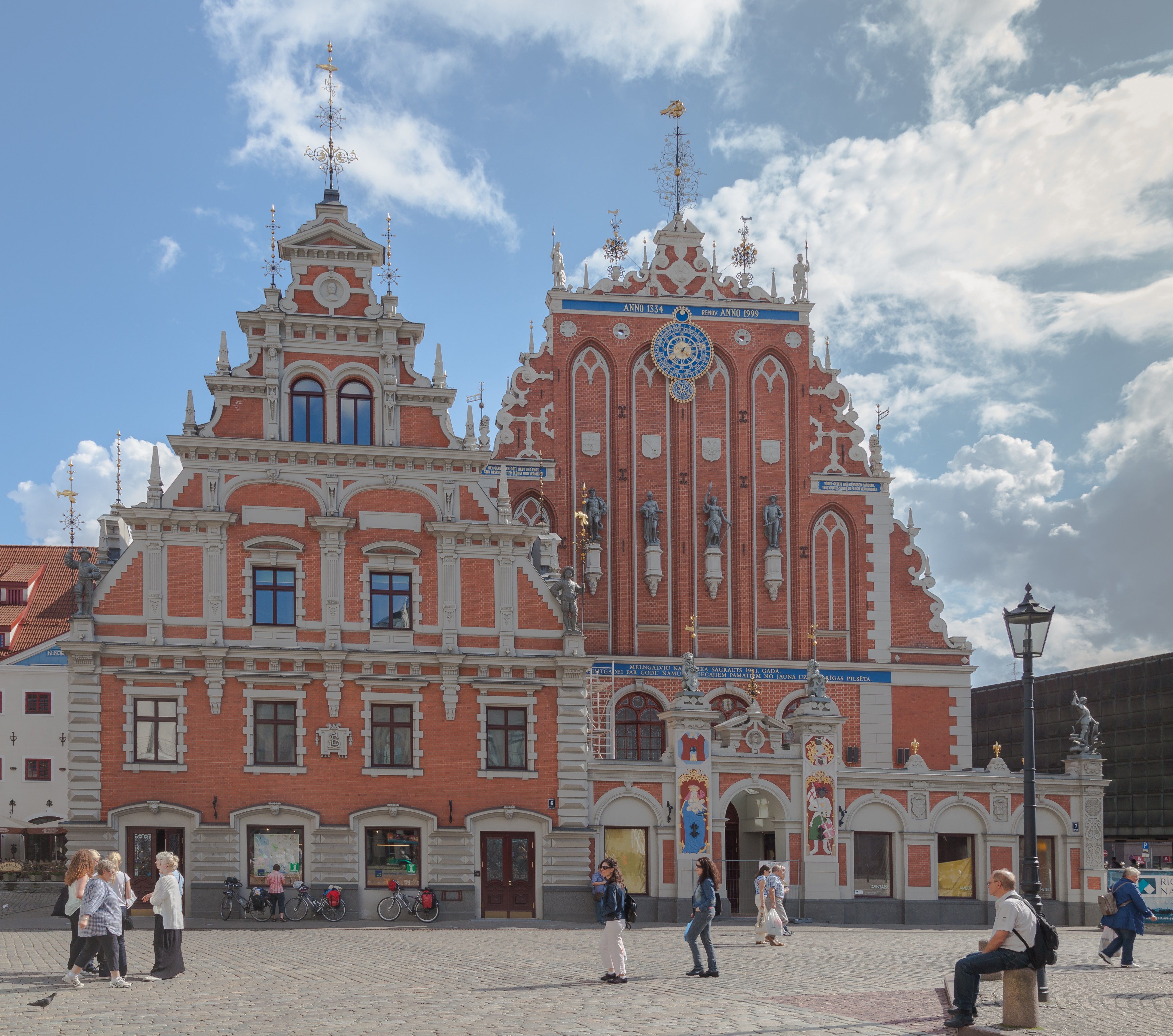
La Maison des Têtes Noires.
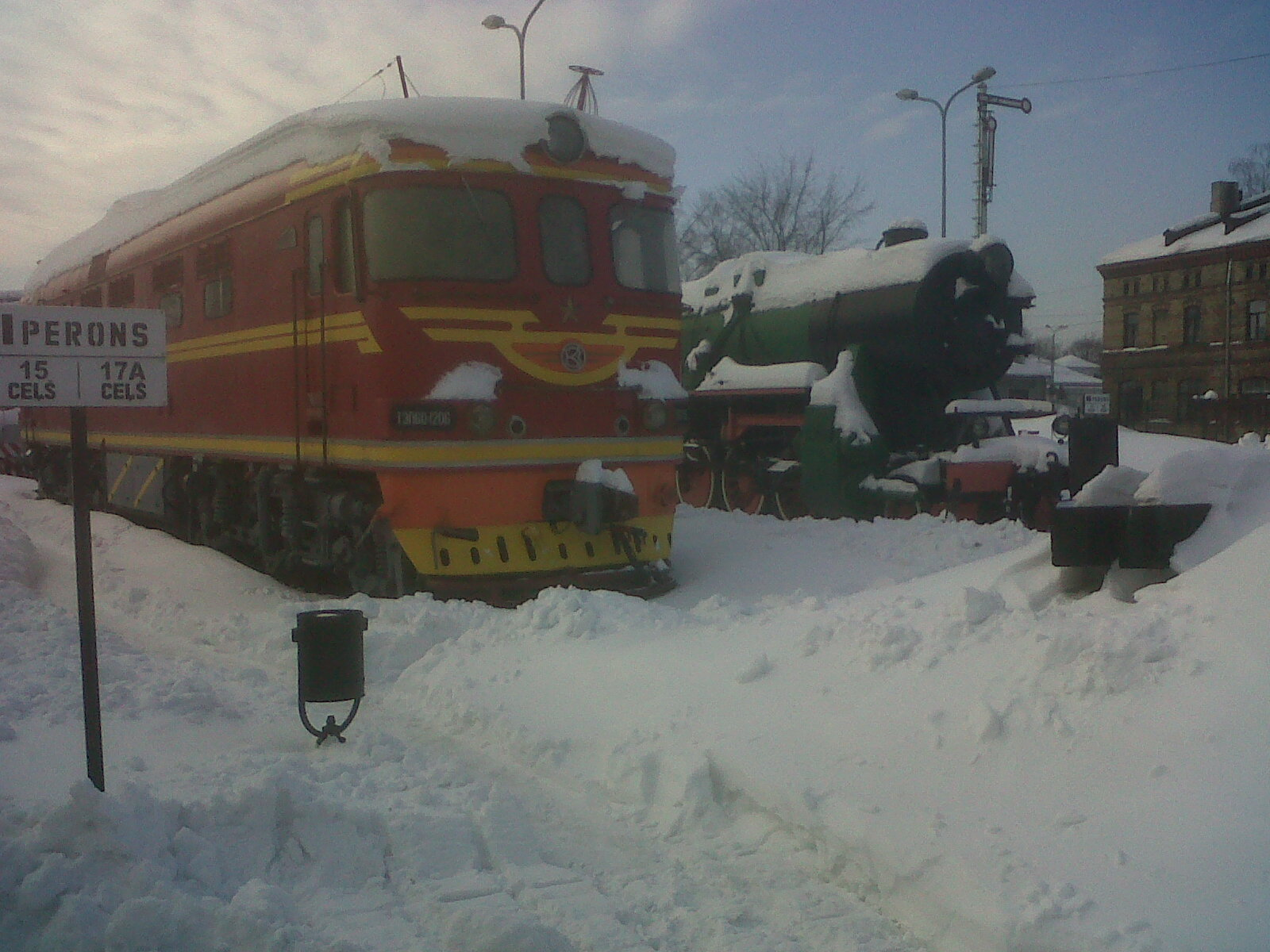
Musée du chemin de fer.
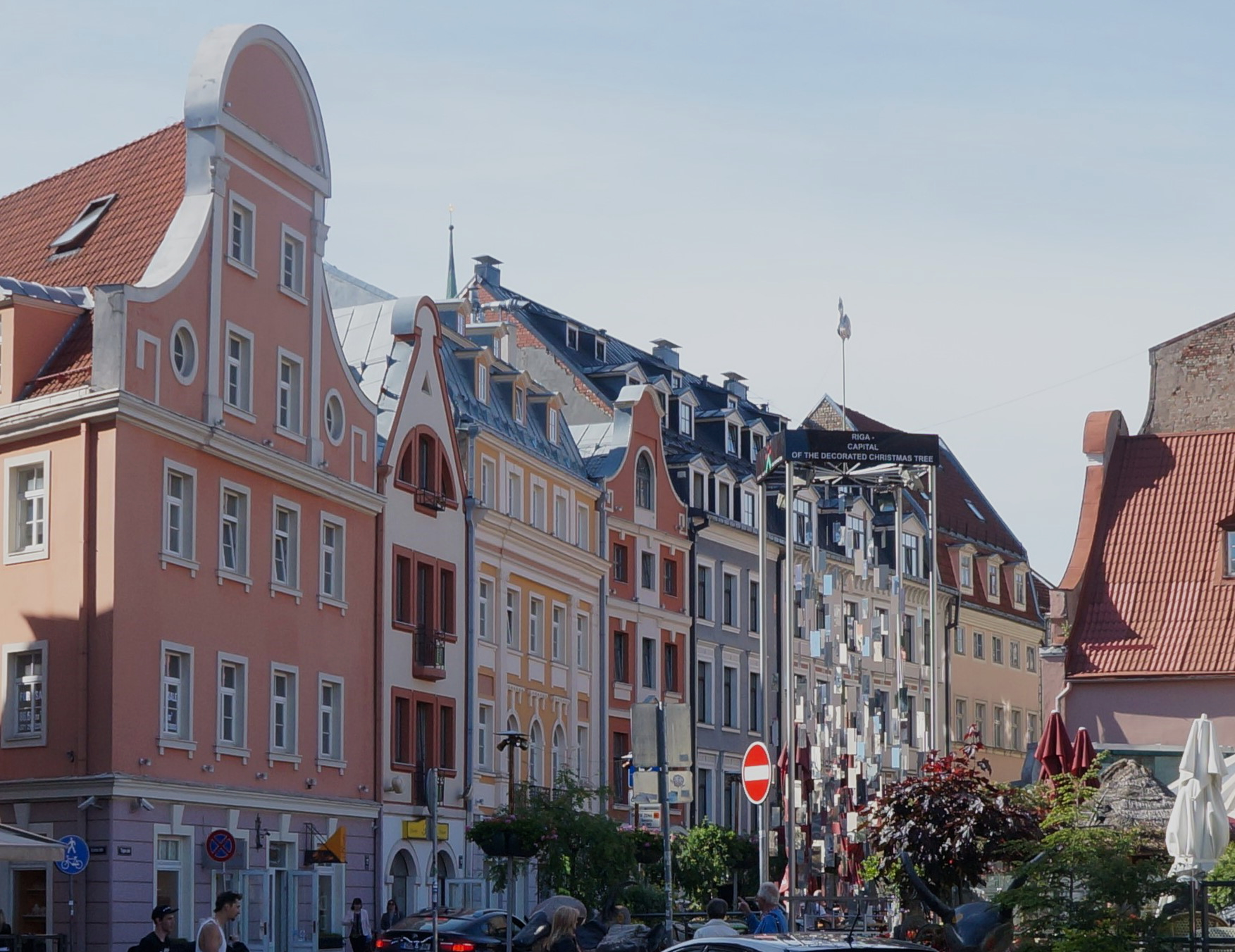
Riga, capitale de l'arbre de Noël décoré.
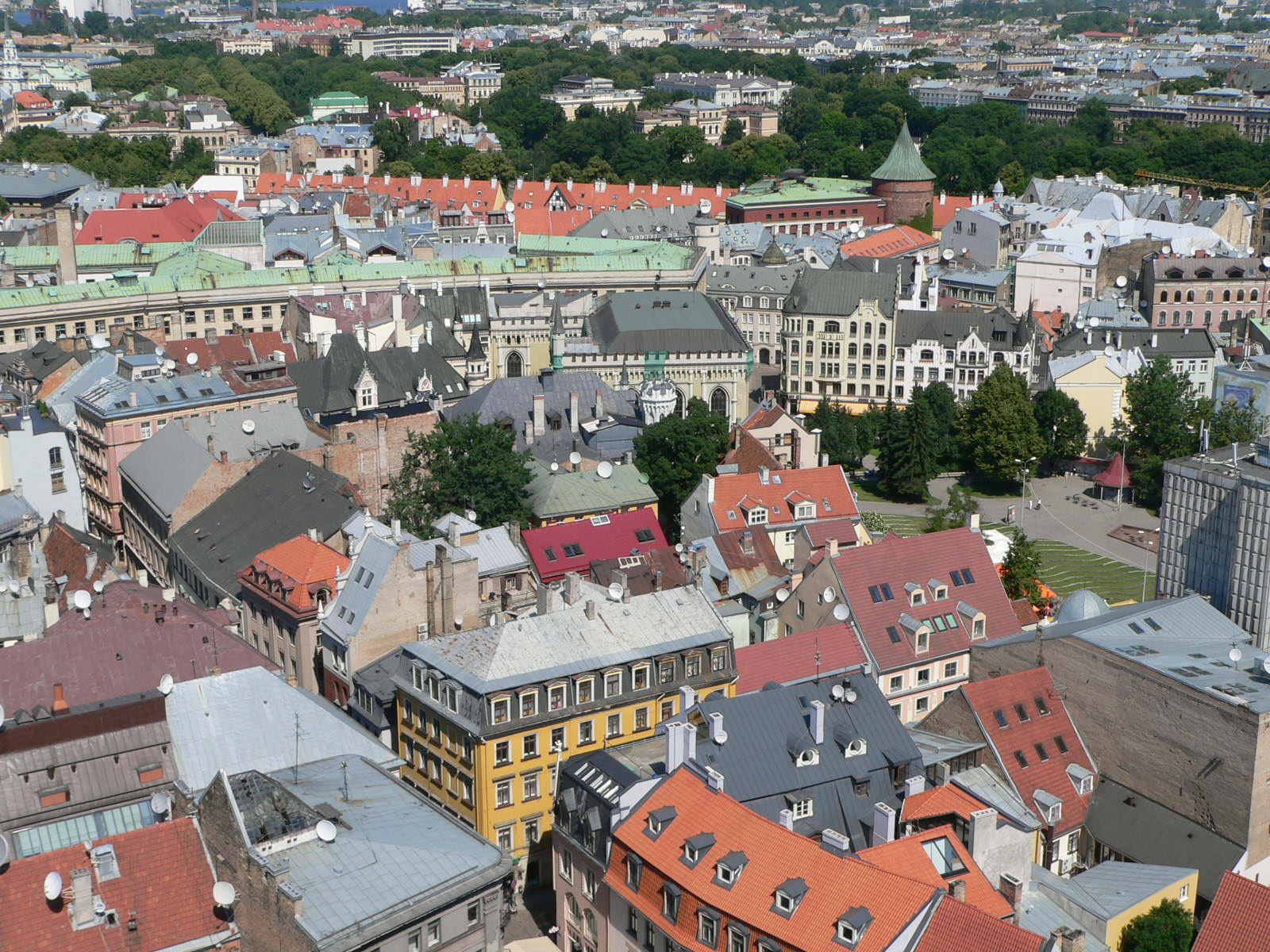
La vieille ville.
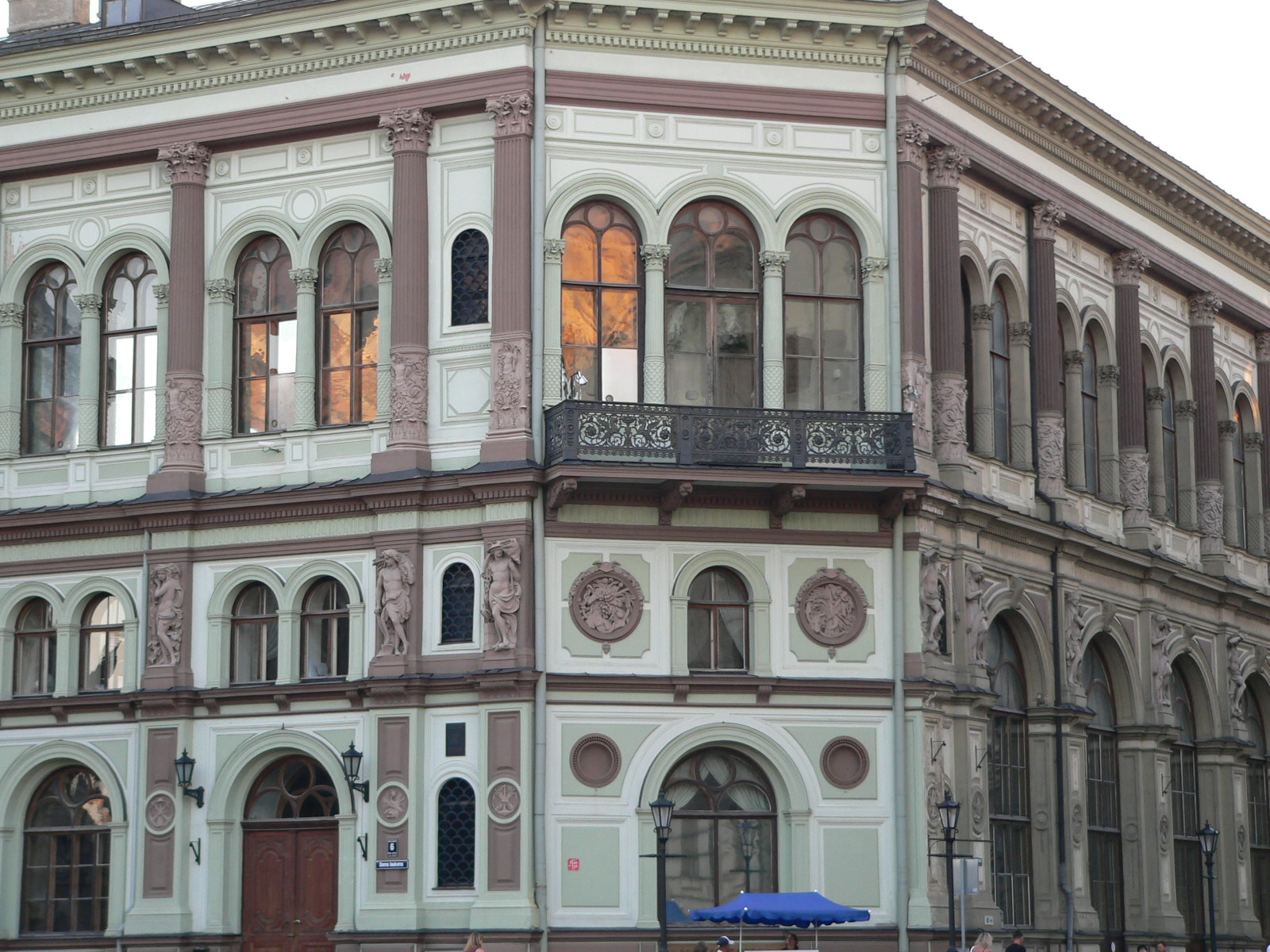
La Bourse de Riga.
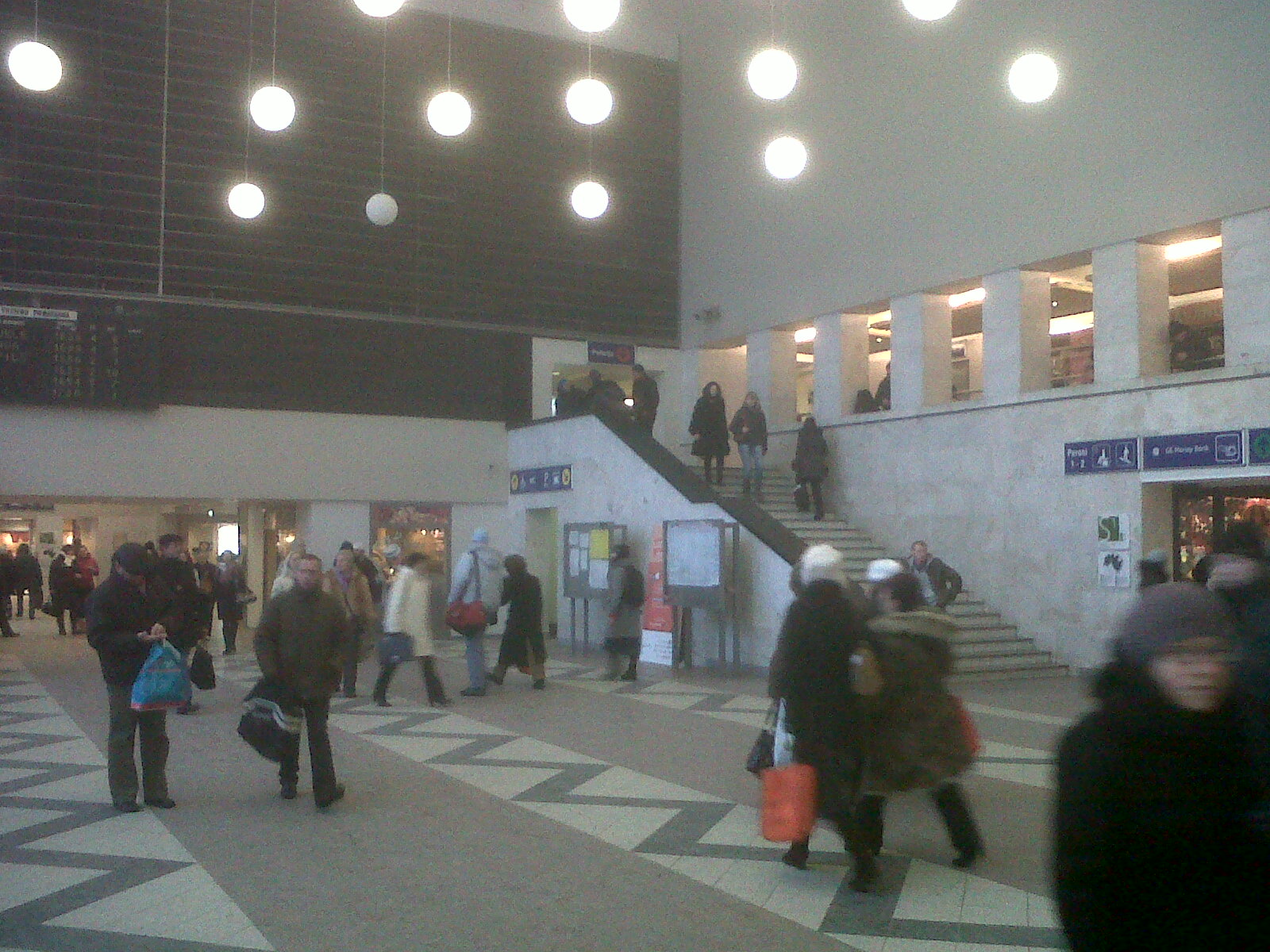
Hall de la Gare centrale de Riga.

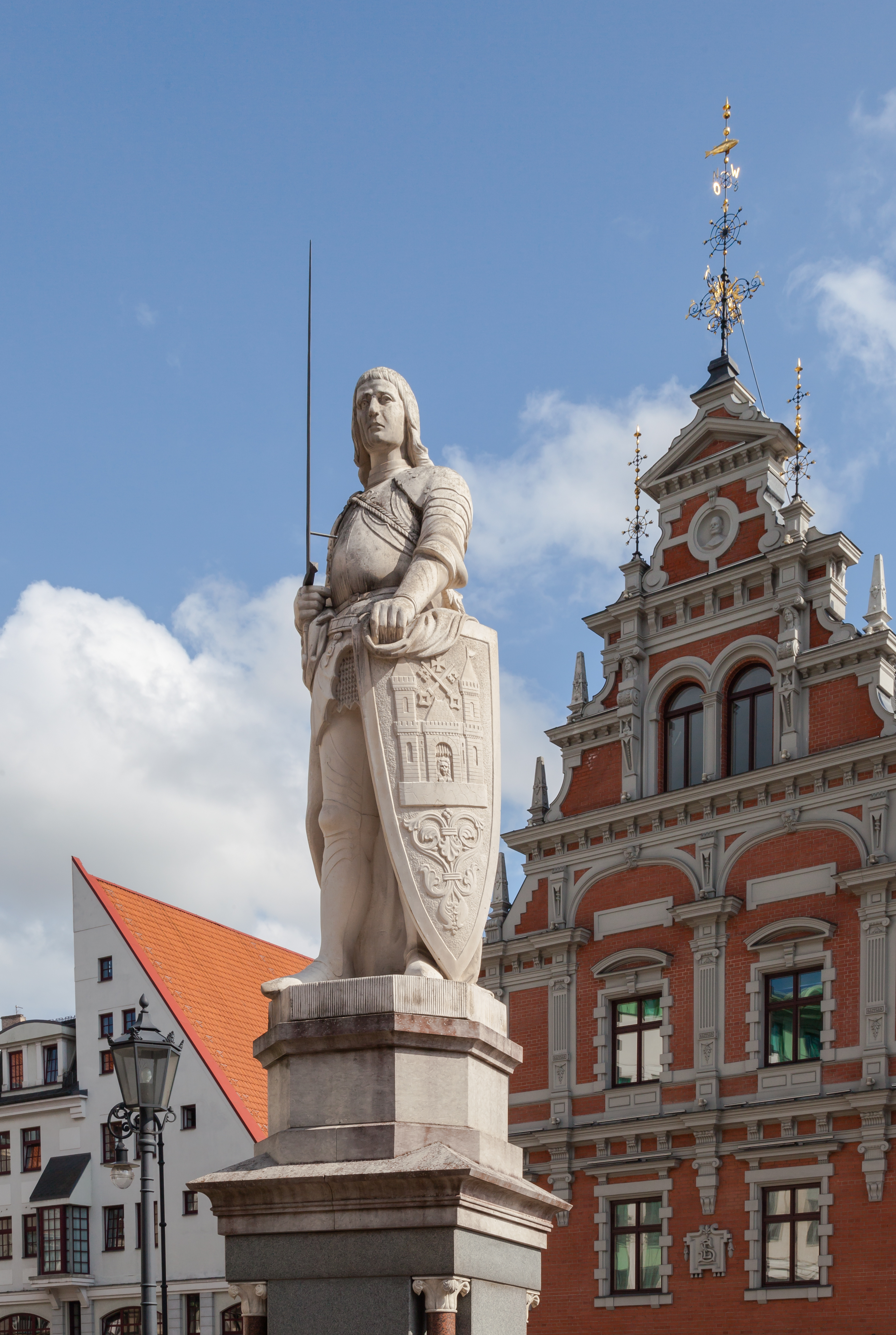
Statue de Roland de Roncevaux[91].
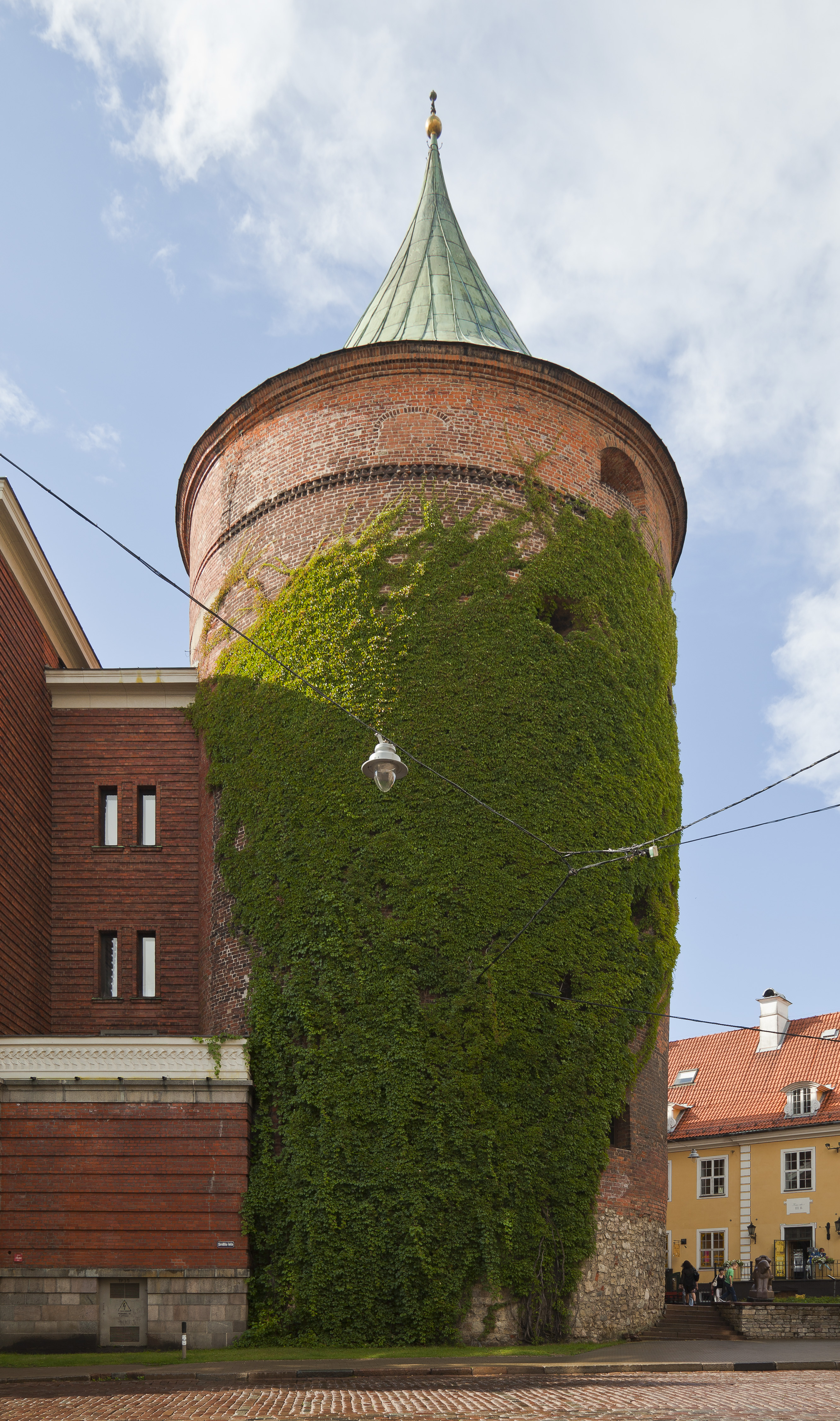
Tour Poudrière de Riga.
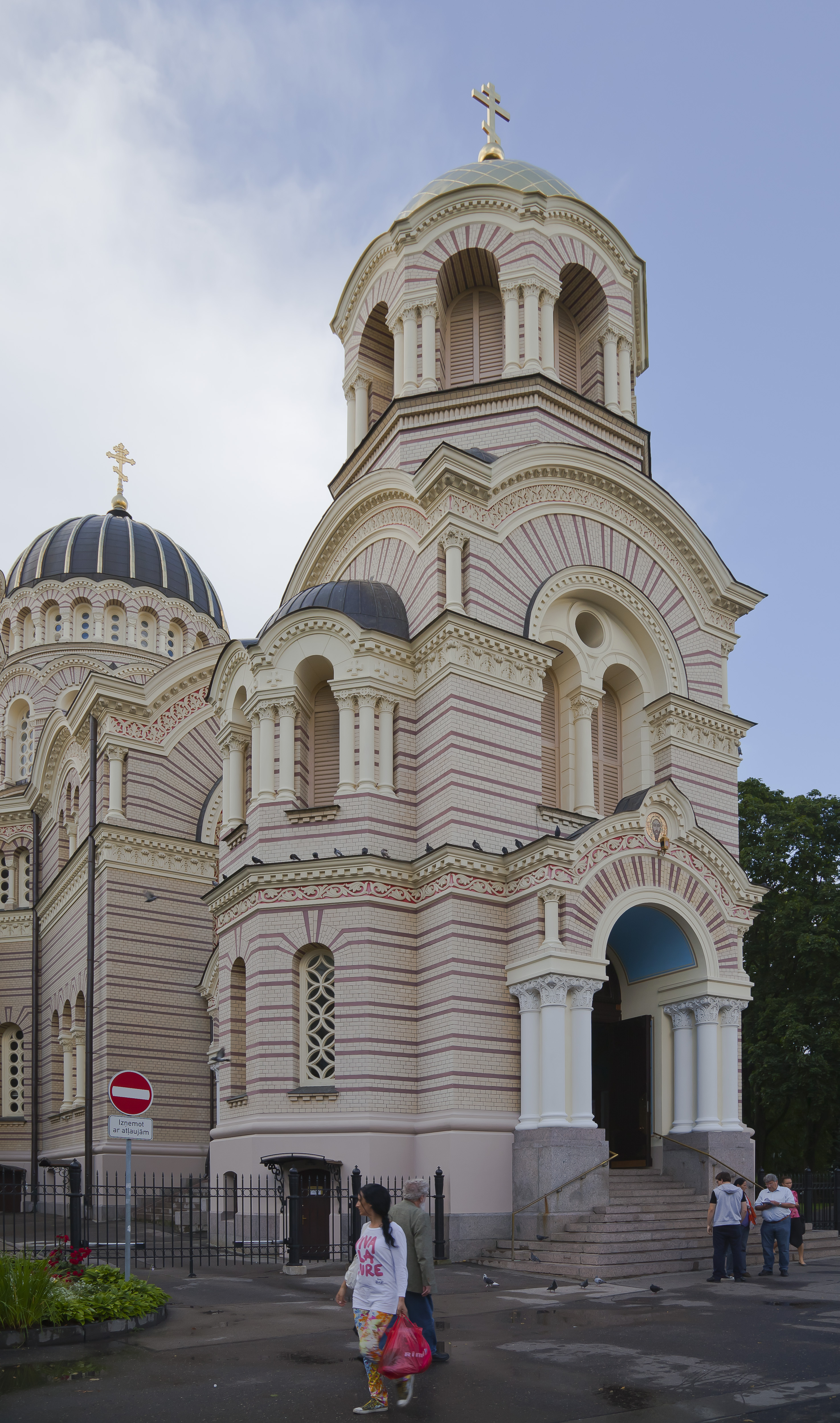
Cathédrale de la Nativité.
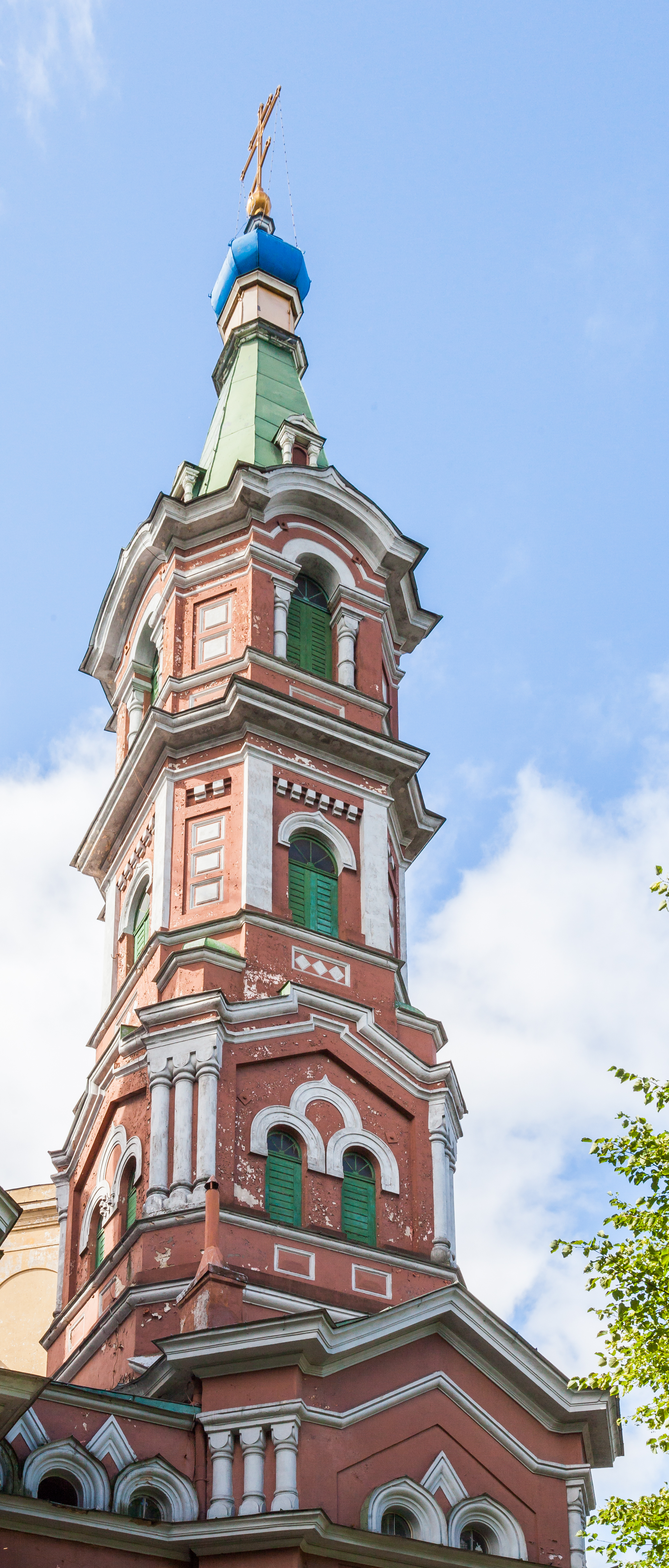
Cathédrale de la Sainte-Trinité.

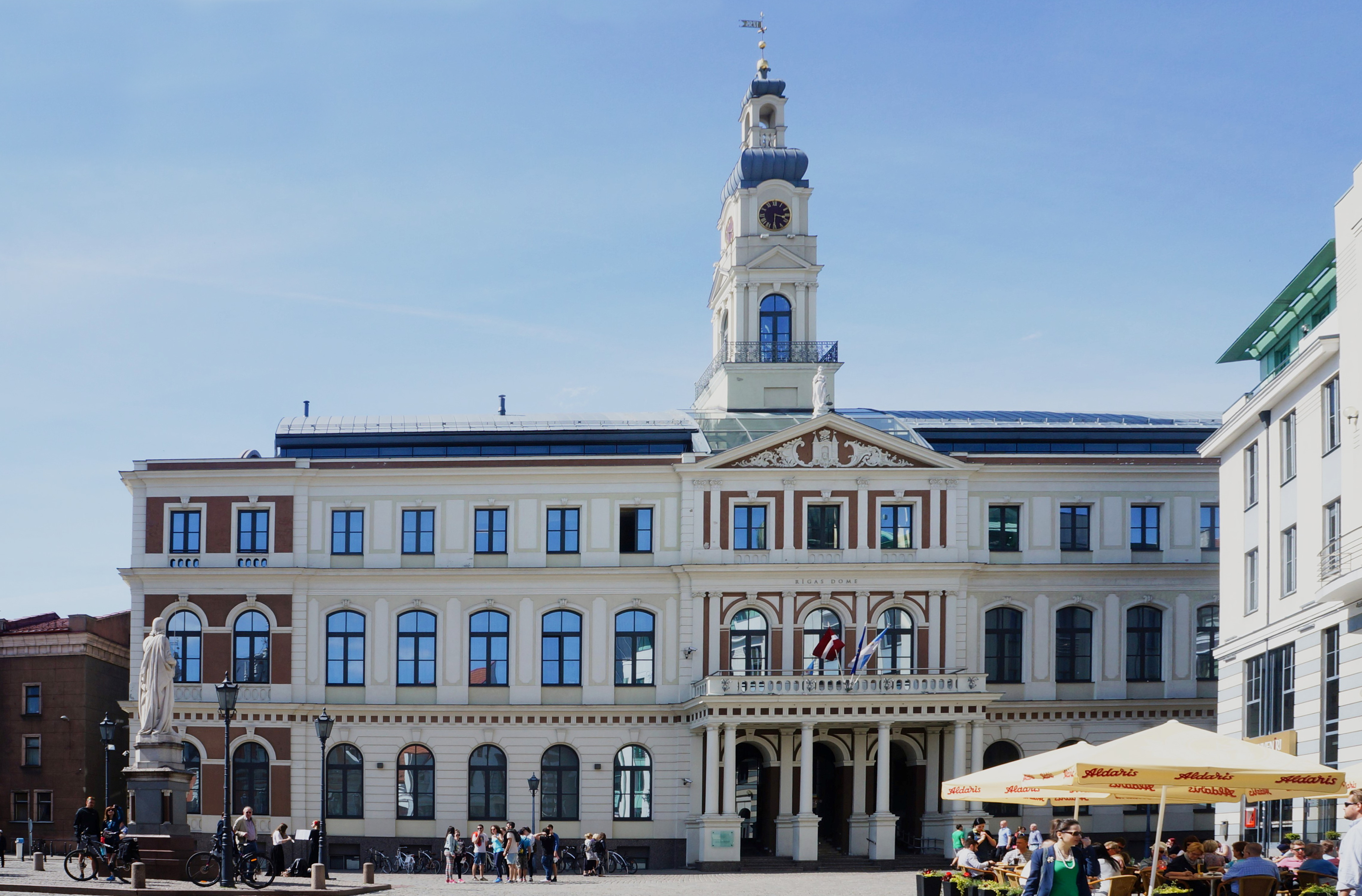
Mairie de Riga.
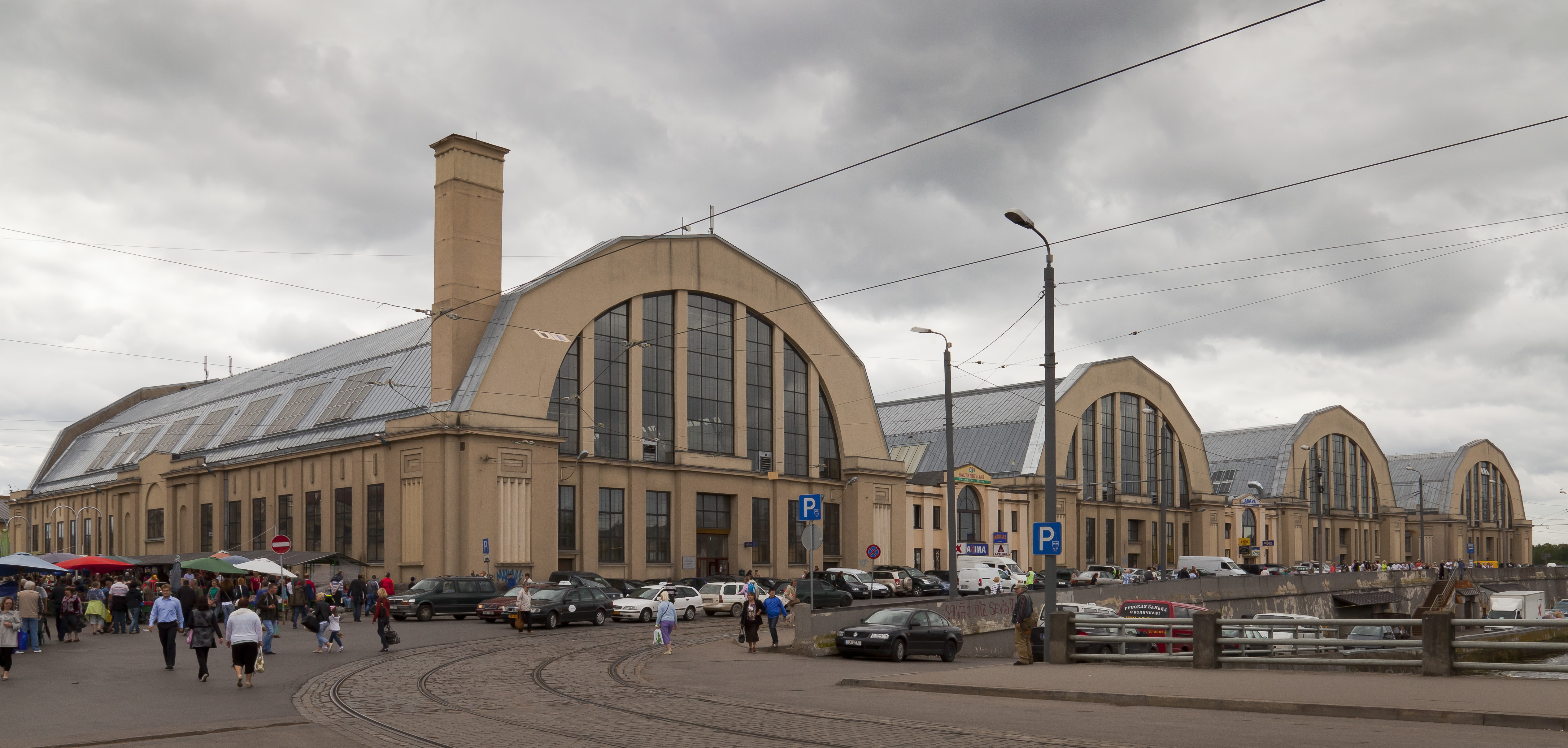
Marché central de Riga.
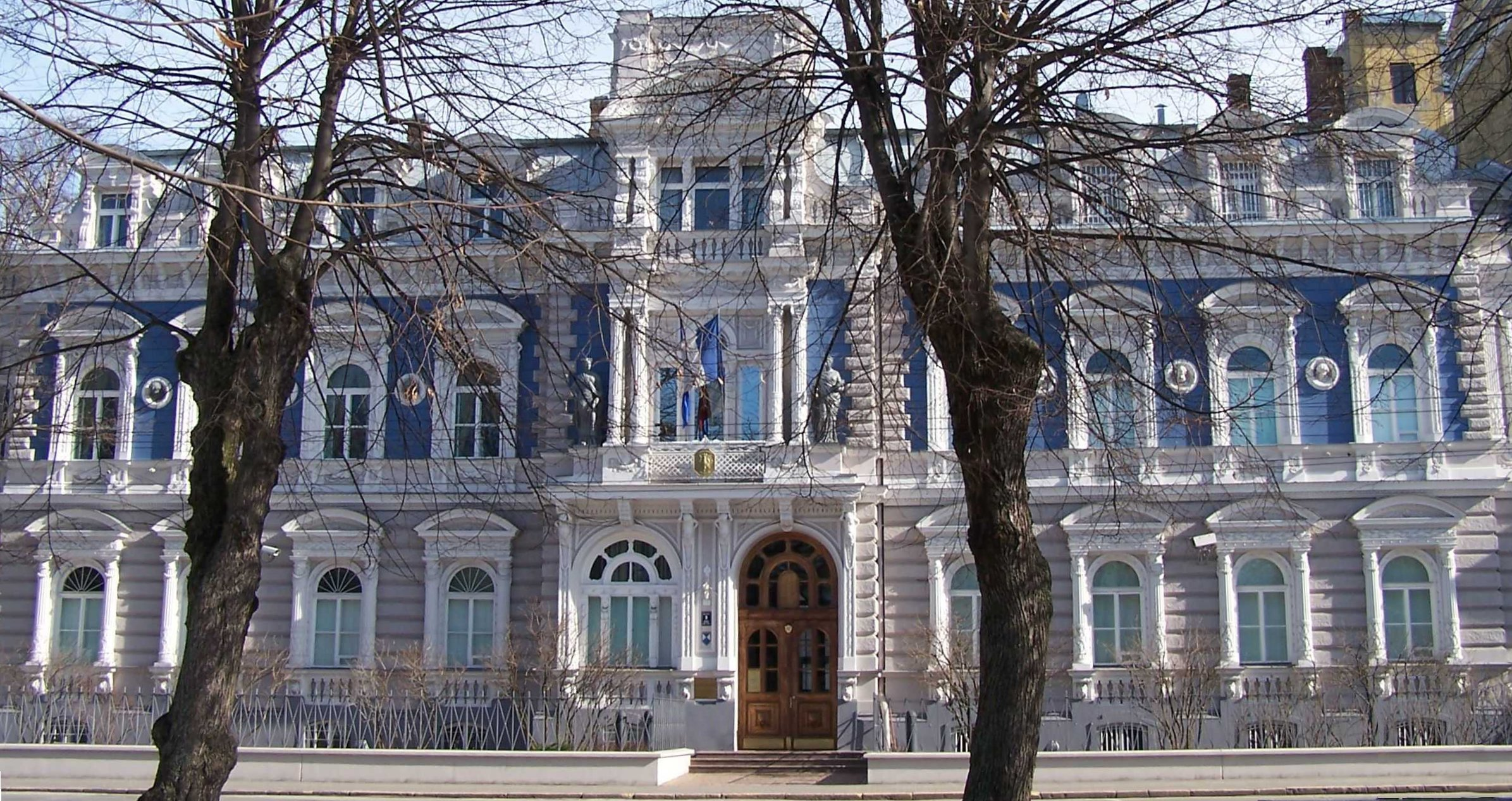
L'ambassade de France.
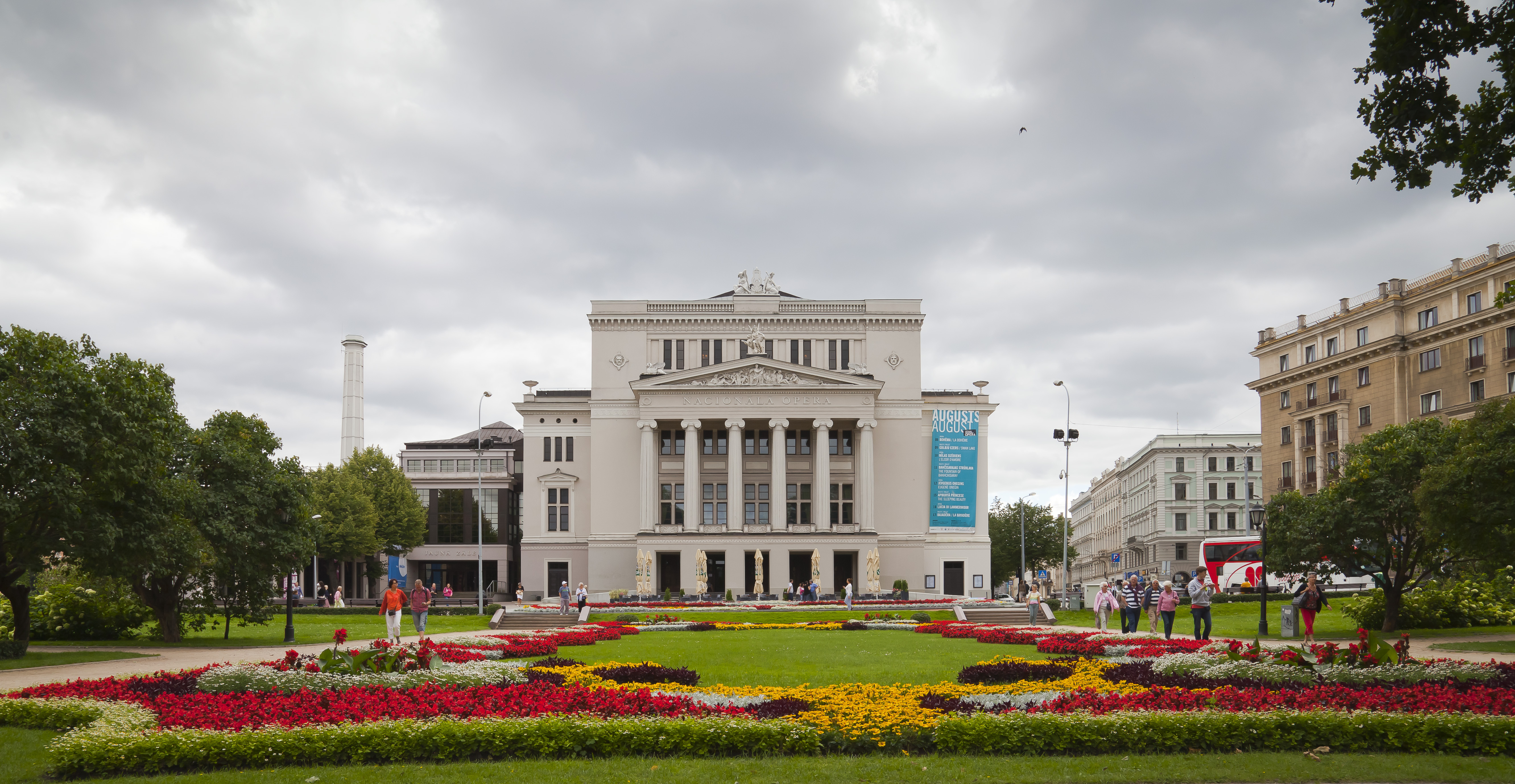
L'opéra national de Lettonie.
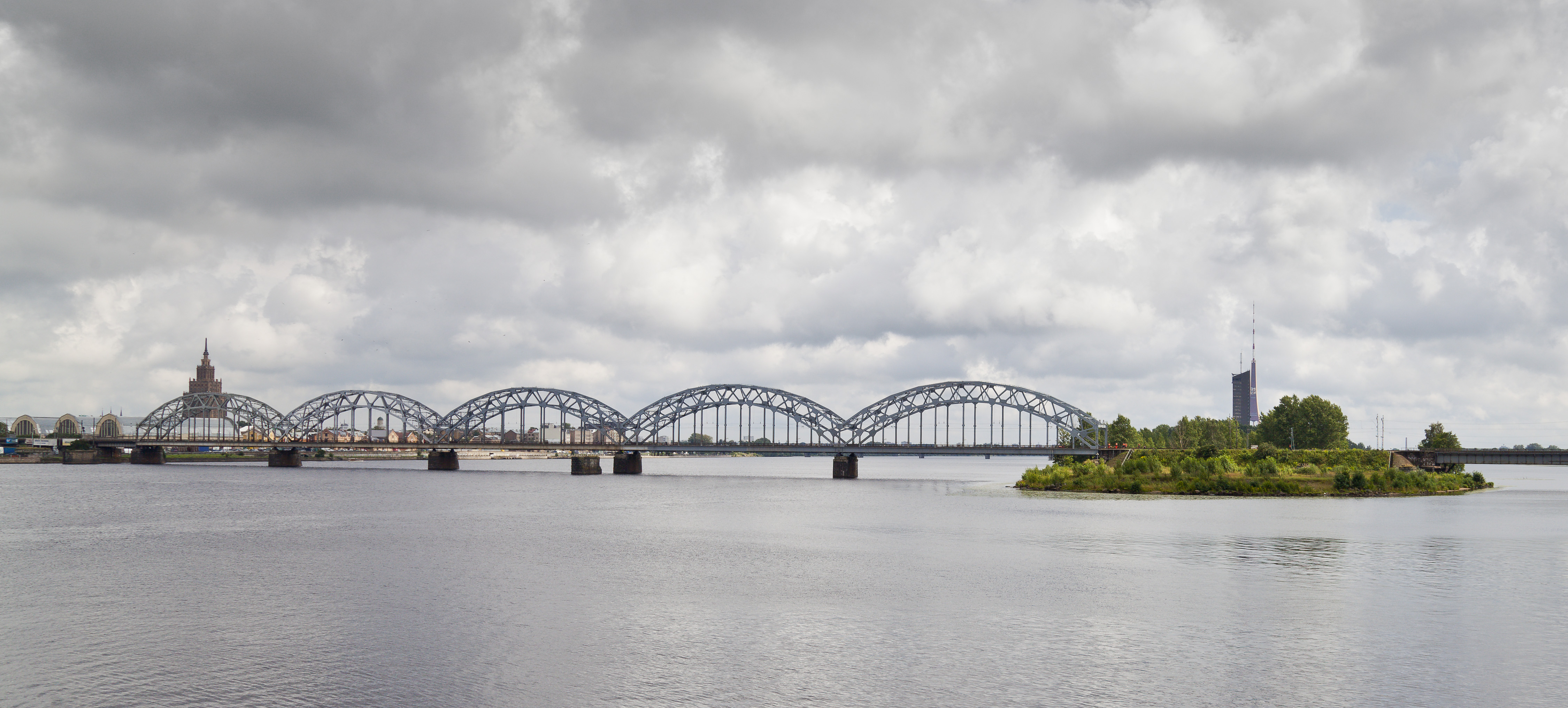
Pont de chemin de fer.